# トヨタ・アベンシス
アベンシス（AVENSIS）は、トヨタ自動車がイギリスのToyota Motor Manufacturing (UK)Ltd.（TMUK）で生産され、主に欧州で販売されていたDセグメント級のステーションワゴン、およびセダン、ハッチバック型の乗用車である。日本でも2代目セダン・ワゴン、及び3代目ワゴンが輸入販売されていた。

## 初代（T210/220型・1997年 - 2003年）

### 概要
1997年の暮れにカリーナE（日本名コロナの欧州仕様車）の後継車として発表され、1998年に欧州専売車種として販売が開始された。カリーナEからのキャリーオーバーとなったエンジンを除いて設計は一新され、特にセダンはBMW・3シリーズ（E46）を思わせるボディスタイルとなった。生産は英国・ダービーシャーにあるTMUK（Toyota Motor Manufacturing (UK)Ltd.）のバーナストン工場で行われた。なお、同時期にカローラの5ドアリフトバック（E110系）も英国での生産を開始した。
エンジンは1.6L、1.8Lおよび2.0Lのガソリンエンジンと、2.0Lのディーゼルターボエンジンの4種類。ボディタイプは4ドアセダン、5ドアハッチバックセダンおよび5ドアエステート（ワゴン）の3種類であった。ワゴンモデルは日本におけるカルディナ（2代目）と近い意匠だが、アベンシスはホイールベースが50mm延長されており、Bピラー以降のボディワークに若干の差が生まれている。また、内装も（セダンと共通で）独自のデザインが採用されていた。
当初はコンフォート指向のラインナップでスポーツモデルなどの設定はなかったものの、2000年夏のマイナーチェンジで、専用エアロ、チューンドサスペンションなどを装備したスポーツグレードの2.0SRが追加されている。それとともに全モデルのエンジンが一新され、2.0L仕様は3S-FEから可変バルブタイミング搭載の1AZ-FSEに換装された。
2001年には7人乗りミニバン仕様のヴァーソが追加された（日本でも2代目イプサムとして販売された）。エンジンは2.0Lガソリンエンジンのみの設定。プラットフォームは2代目アベンシスのものが先行して採用されている。なお、2002年・2003年にはオーストラリアの「Australia's Best Cars」において「Best People Mover」を受賞している（ちなみにオーストラリアではセダン、ステーションワゴンモデルは販売されていない）。

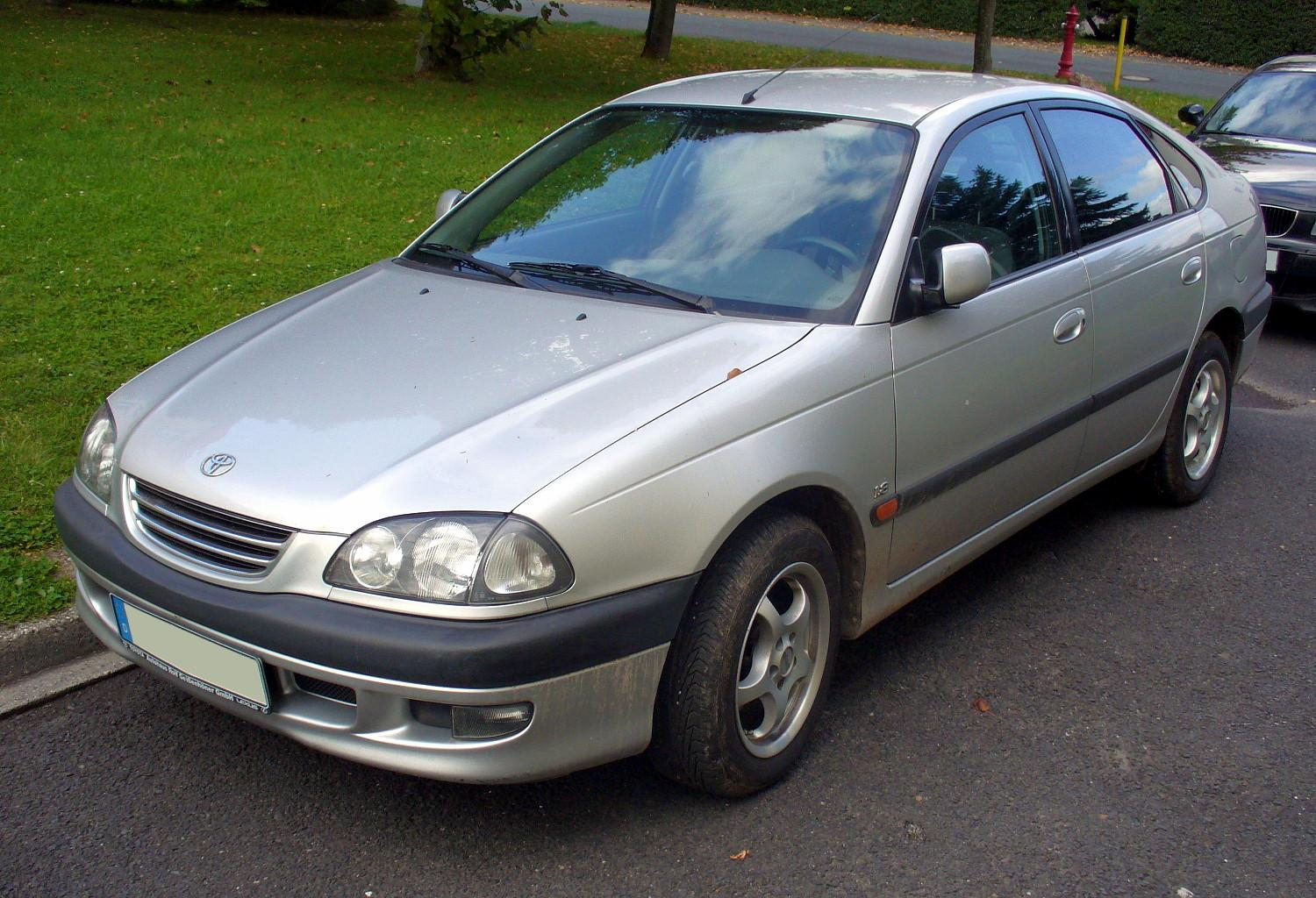
5ドアハッチバック
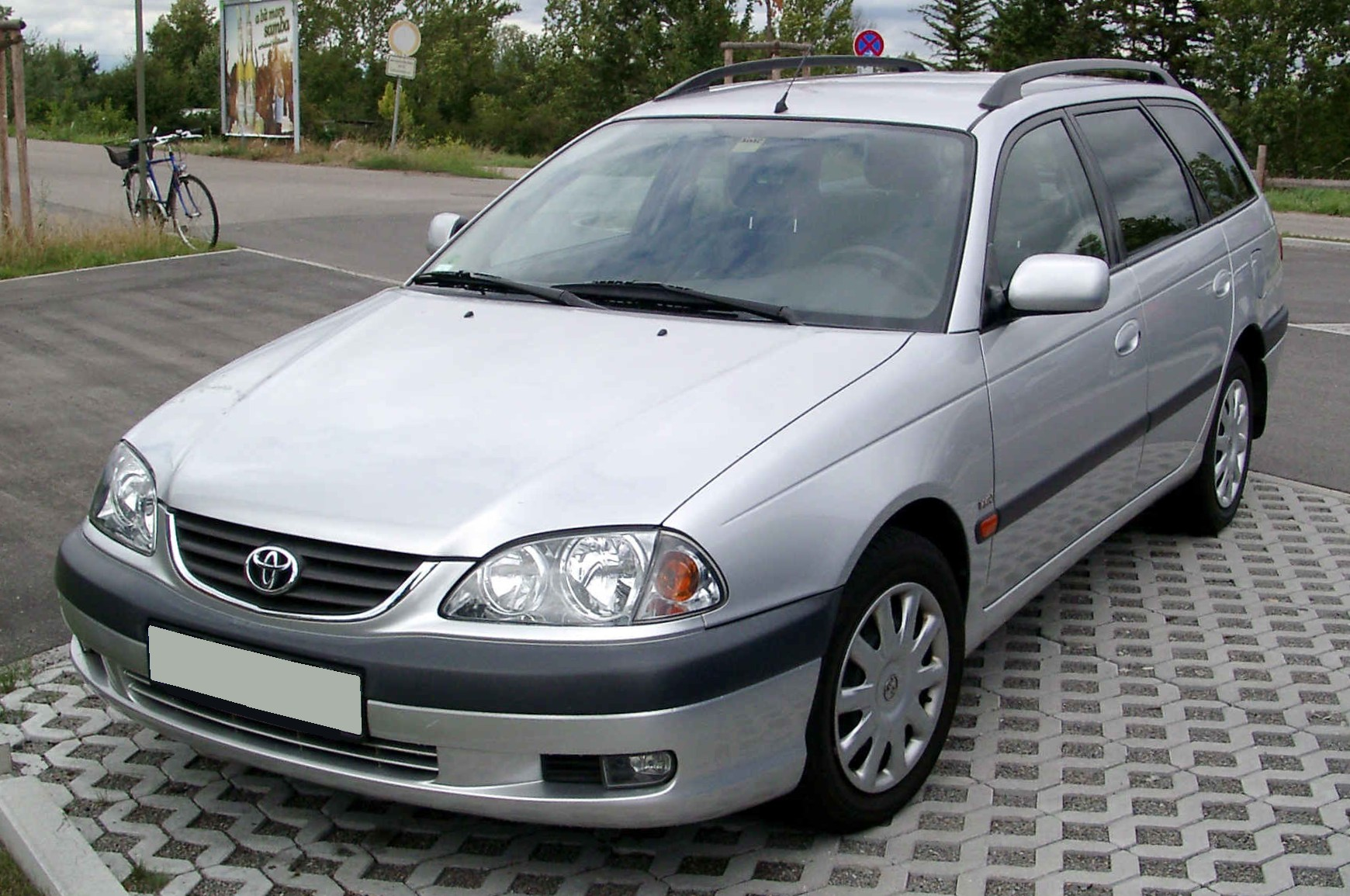
ステーションワゴン
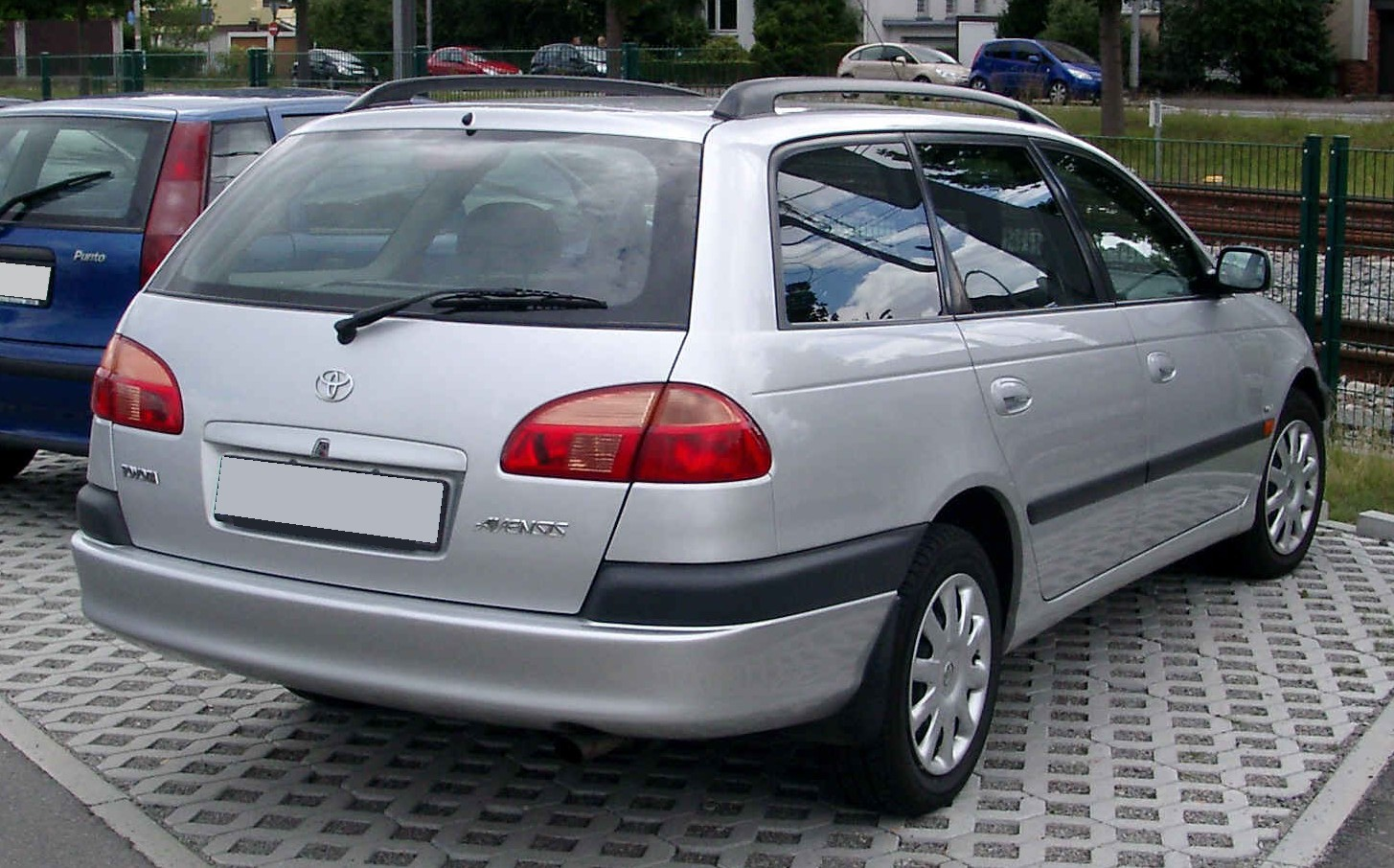
ステーションワゴン

## 2代目（T250型・2003年 - 2009年）

### 概要
2代目は2002年12月のボローニャモーターショーで発表され、ヨーロッパでは2003年3月から販売。ヨーロッパでの目標販売台数は年末までに10万台。同年10月6日には日本でもUK工場からの輸入販売が開始された。国内の目標月間販売台数は2,000台。キャッチコピーは「TOYOTA FROM EUROPE」「トヨタが作った欧州車」。
日本ではビスタの後継車種として位置付けられ、旧トヨタビスタ店（2004年4月からネッツ店：沖縄県では当初からネッツトヨタ沖縄での扱い）で発売されたが、型式的にはカムリ系に割り当てられるV○○/XV○○系ではなく、コロナ/カリーナ、セリカ系に割り当てられるT○○系の型式が与えられていた。前述のように元来カルディナ/コロナの欧州仕様という趣のある車種であるため、コロナ/カリーナ（現・プレミオ/アリオン）の流れを汲んだ車であると言える。
レクサス店の開業によりアリストとアルテッツァの廃止後はネッツ店取扱車種としては唯一の4ドアセダンおよびステーションワゴンであった。
日本では1AZ-FSE 2.0Lエンジンを前輪あるいは4輪で駆動するセダン、ステーションワゴンを販売（2005年9月29日の一部改良からは2.4Lの2AZ-FSE搭載車も追加）。
他のトヨタ車に設定されている寒冷地仕様は標準となっている。また、欧州ではセダン、ステーションワゴン、5ドアリフトバックの設定がある。
ユーロNCAPで最高ランクの5つ星を獲得。
2006年5月のマドリードモーターショーでフェイスリフト版が発表され、英国では7月1日から発売が開始された。7月31日には日本でもマイナーチェンジが行われた。
欧州向けモデルにはコモンレール方式のディーゼルエンジン（2AD-FHV）が設定され、高い評価を受けており欧州では販売台数の半分近い車両がディーゼルと言われている。
2006年7月31日マイナーチェンジモデル発売開始。フロントのグリル（ネッツマーク追加、バンパー・ヘッドランプ、フォグランプ、リヤのコンビネーションランプなどをデザイン変更、サイドターンランプ付ドアミラーを全車に標準装備。国内向けエンジンは、筒内直接燃料噴射（D-4）システムを採用した直列4気筒の2.4Lと2L。2.4L（2AZ-FSE）はプレミアムガソリン仕様で163PS/23.5kgf·m、2Lはレギュラーガソリン仕様で155PS/19.6kgf·mを発生する。駆動方式はFFで、2Lはフルタイム4WDも選択可能。ゲート式フロアシフト式の5速（2.4L）/4速（2L）ATと組み合わされる。グレードは、2.4Lの最上級「Qi」と標準「Li」、2Lは「Xi」の3タイプ。Liは16インチアルミホイール装着、ディスチャージプロジェクターヘッドランプ、パワーシートなどを、Qiには、17インチワイドタイヤ&アルミやカーテンシールドエアバッグ、本革シート、CD＋MDオーディオなど豪華装備を備える。盗難防止システム(エンジンイモビライザーシステム) を全車標準装備。 また、コンライト、瞬間燃費や航続可能距離などの車両情報を表示するマルチインフォメーションディスプレイなどを新たに全車に採用するとともに、DVDナビゲーションシステム（Qiは標準装備、その他はオプション設定）には音声ガイダンス機能付カラーバックガイドモニターを設定するなど、利便性を高めている。
2008年12月、日本向けモデルの輸入終了。在庫対応分のみの販売となる。
2009年1月、在庫対応分が完売し、販売終了。

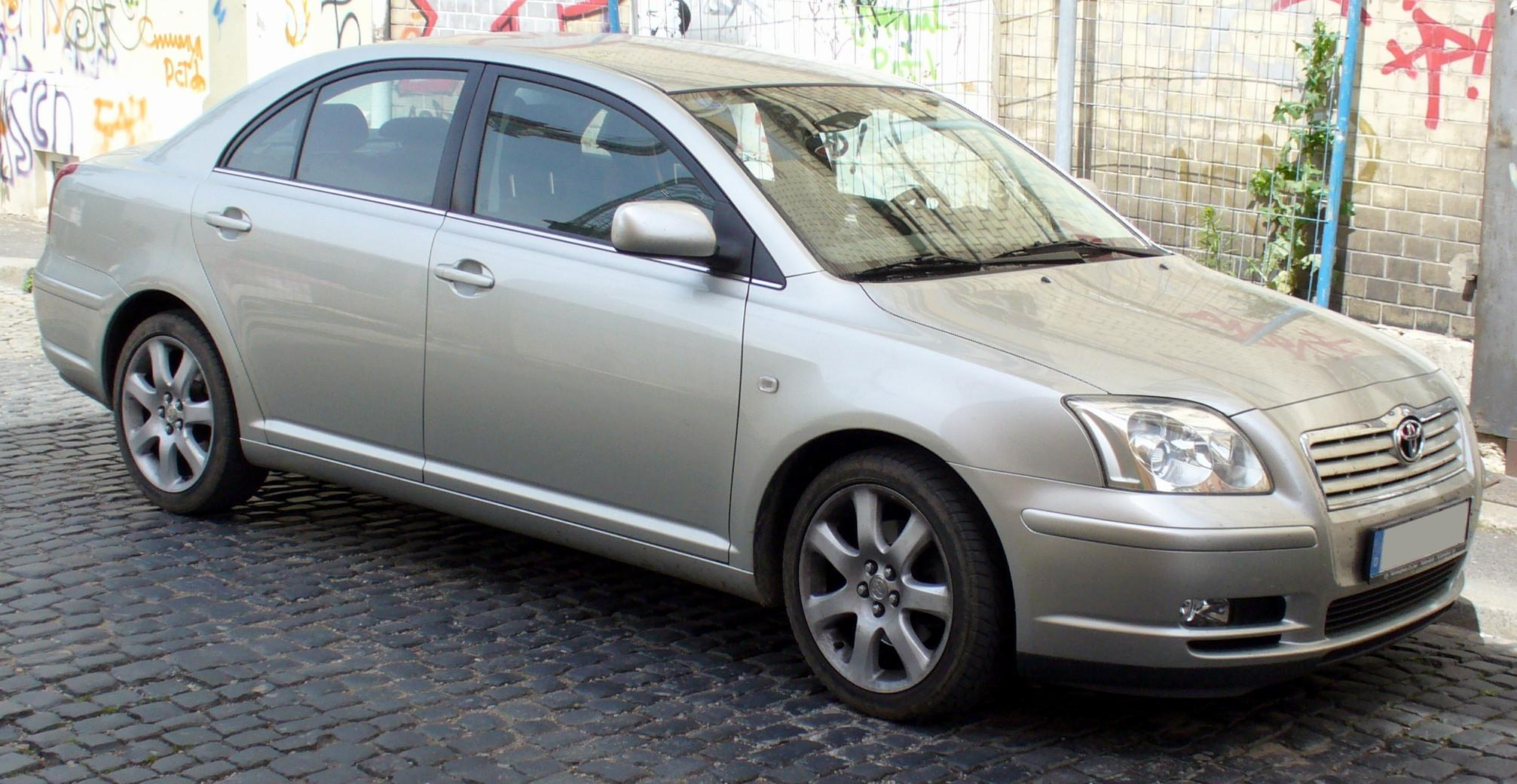
欧州仕様セダン 2.0T-Spirit <1C0>（前期型）
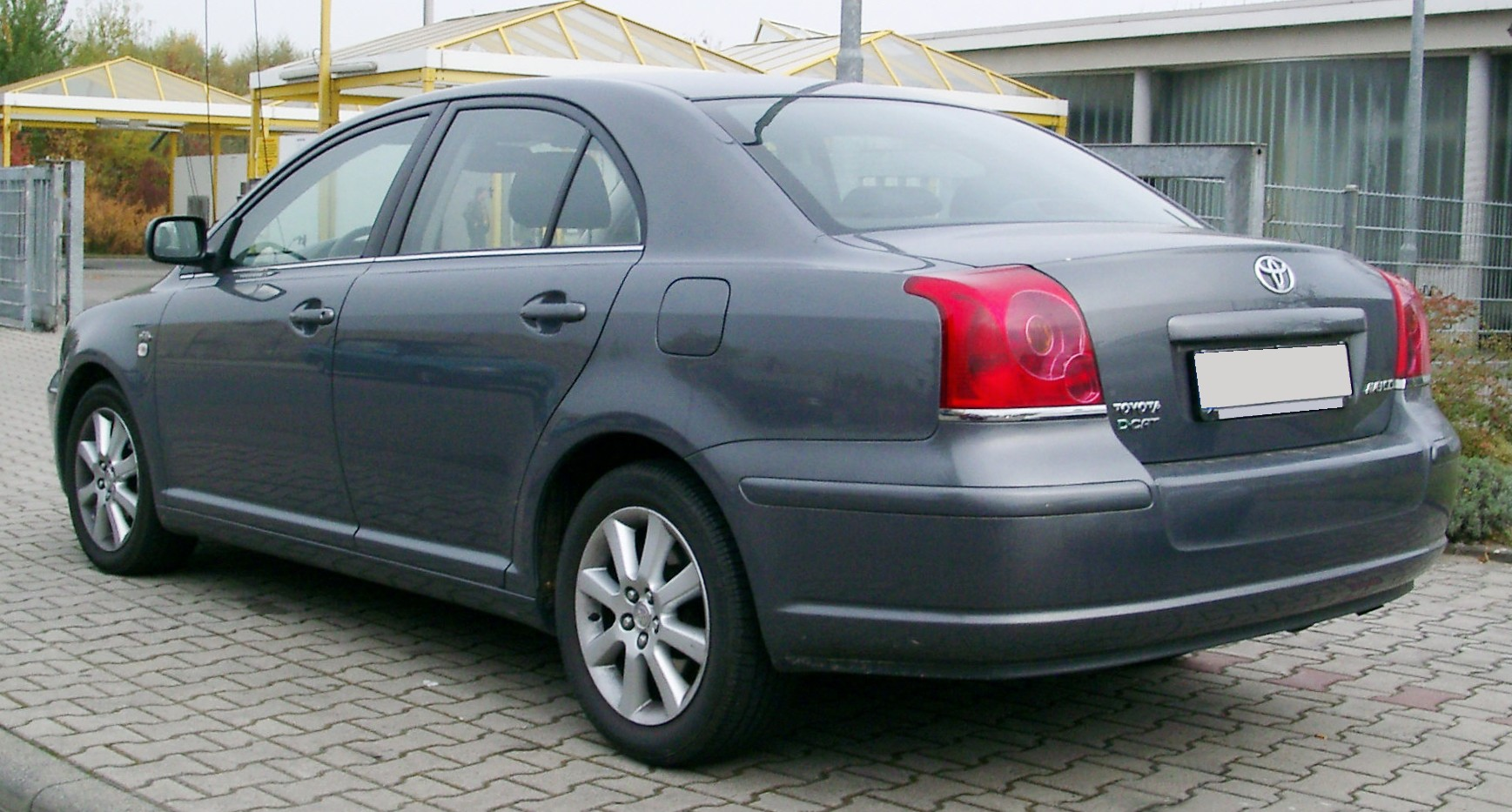
欧州仕様セダン（前期型・リア）
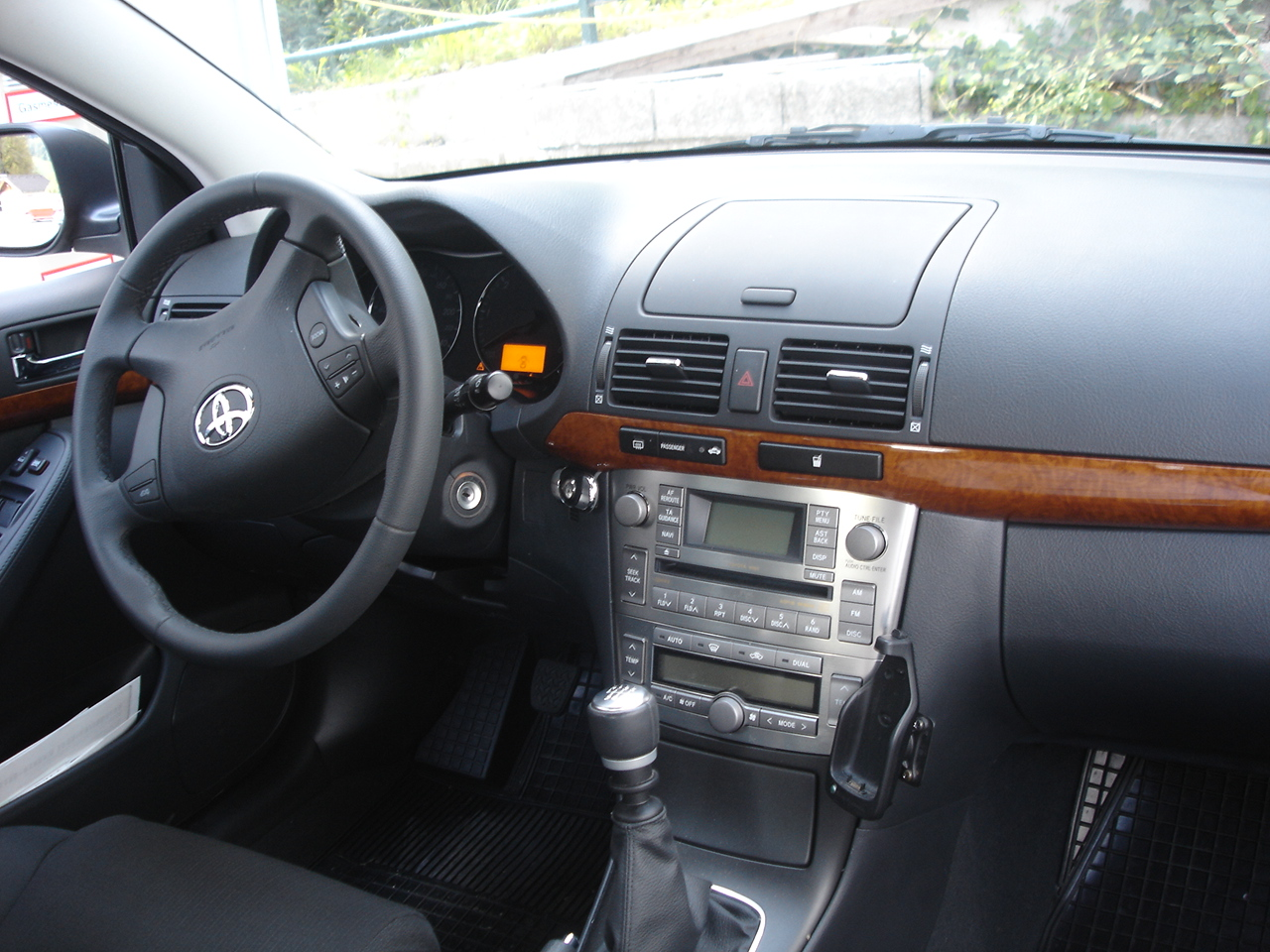
内装

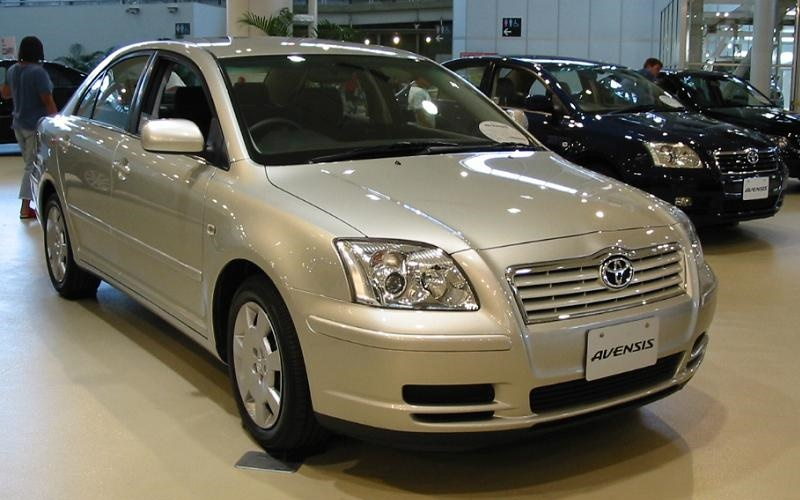
日本仕様セダン 2.0Xi <1C0>（前期型）
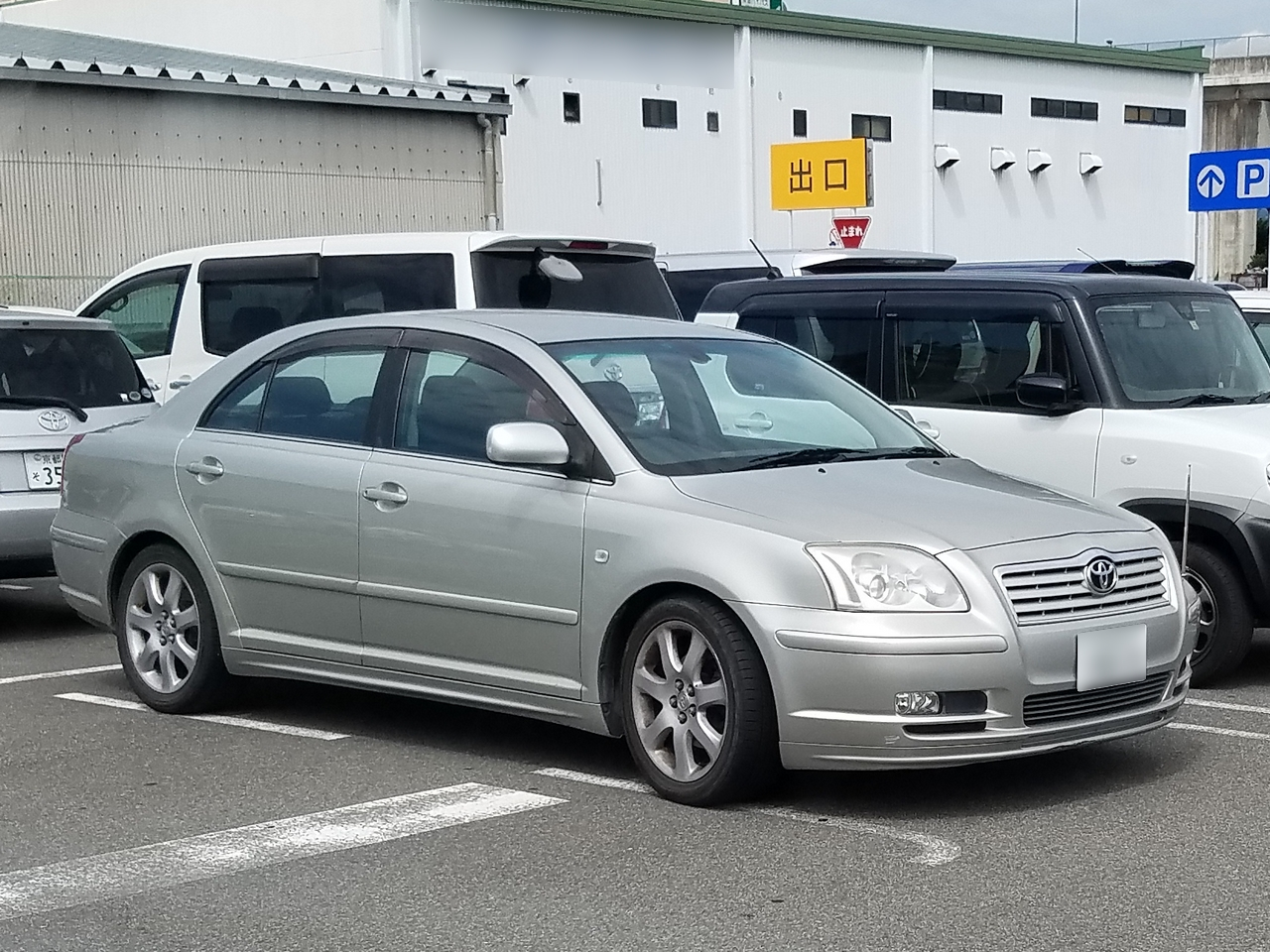
セダン Liスポーツパッケージ（前期型）
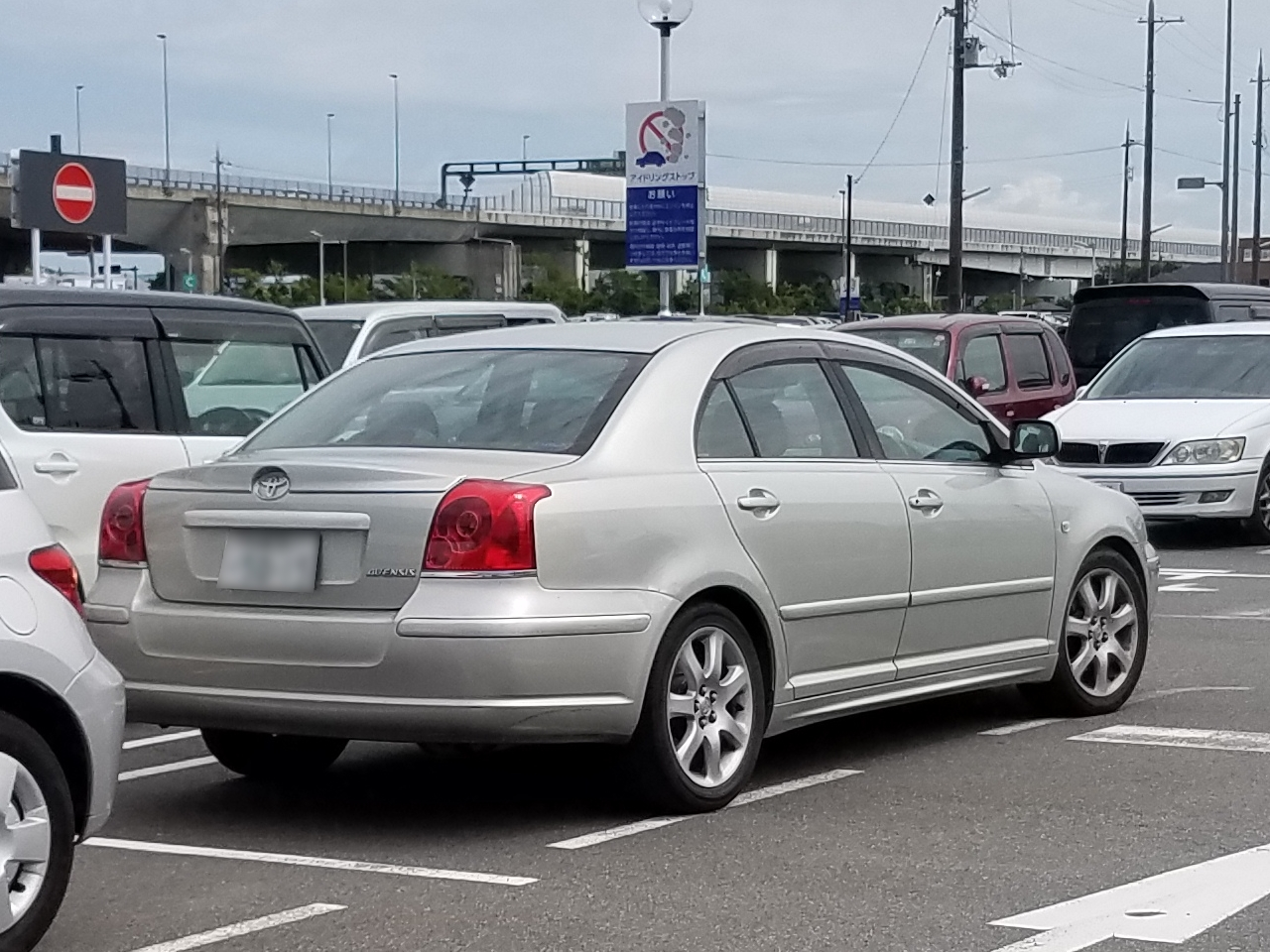
セダン Liスポーツパッケージ（前期型）
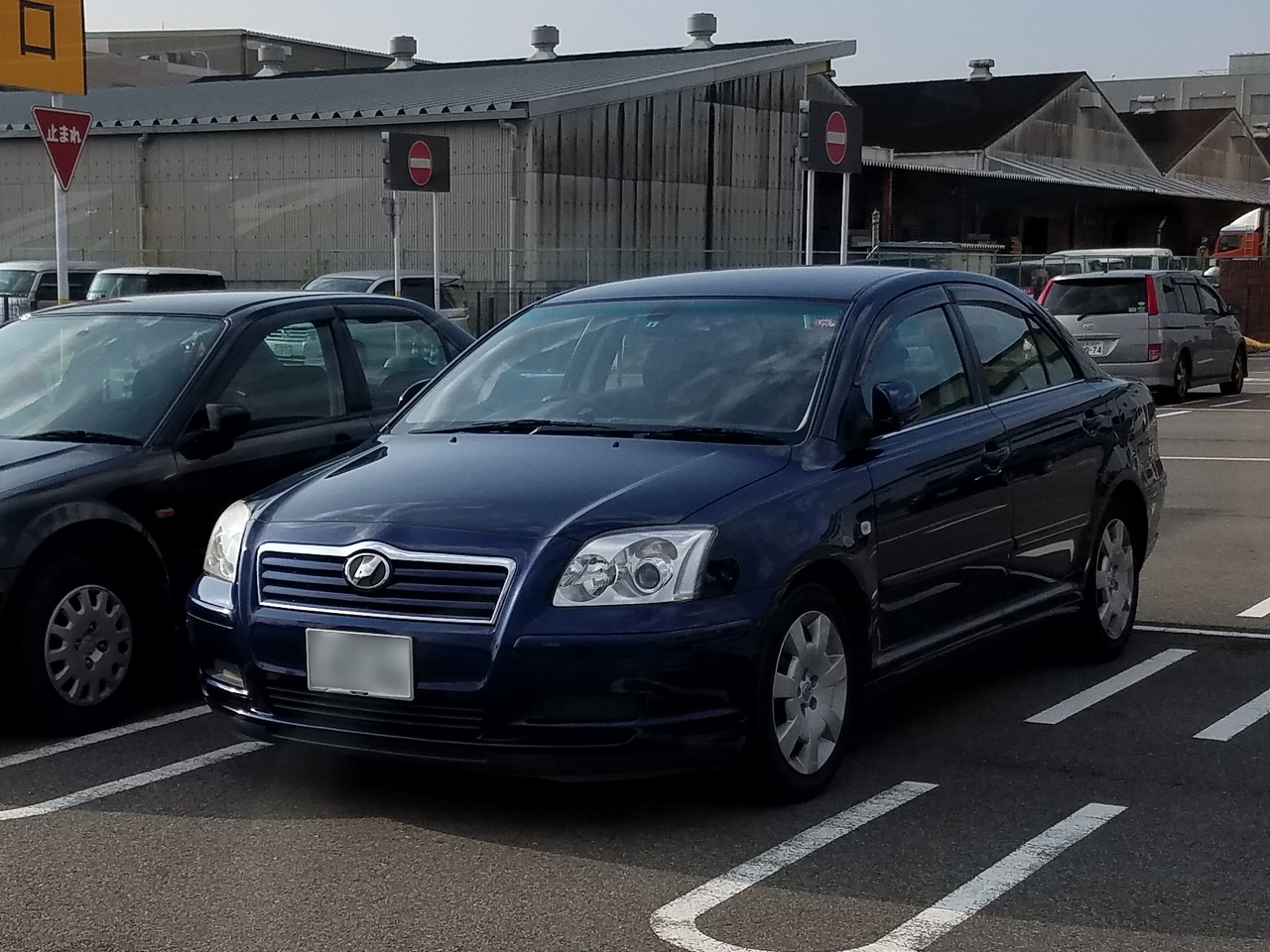
セダン Xi(中期型)
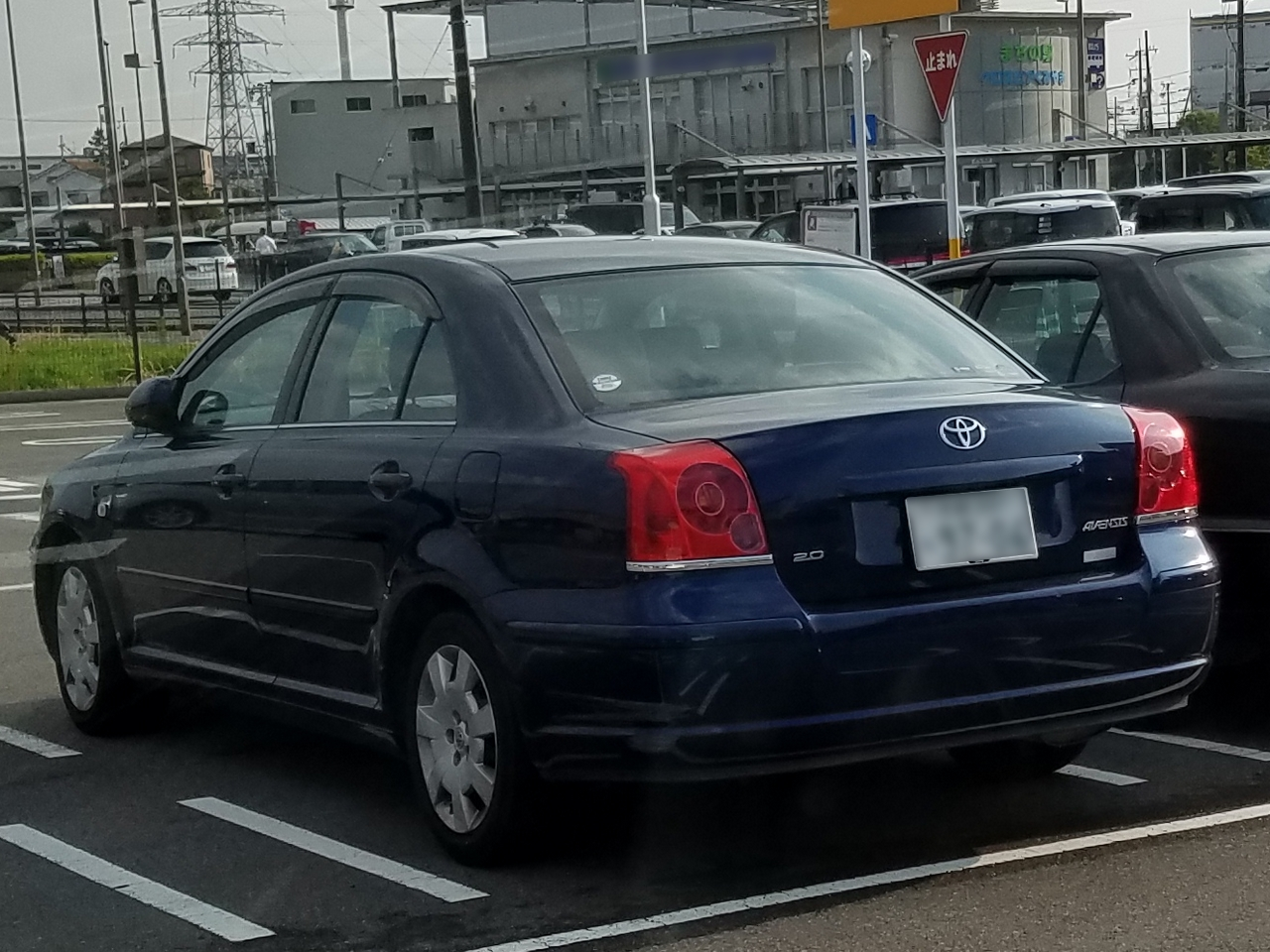
セダン Xi(中期型)
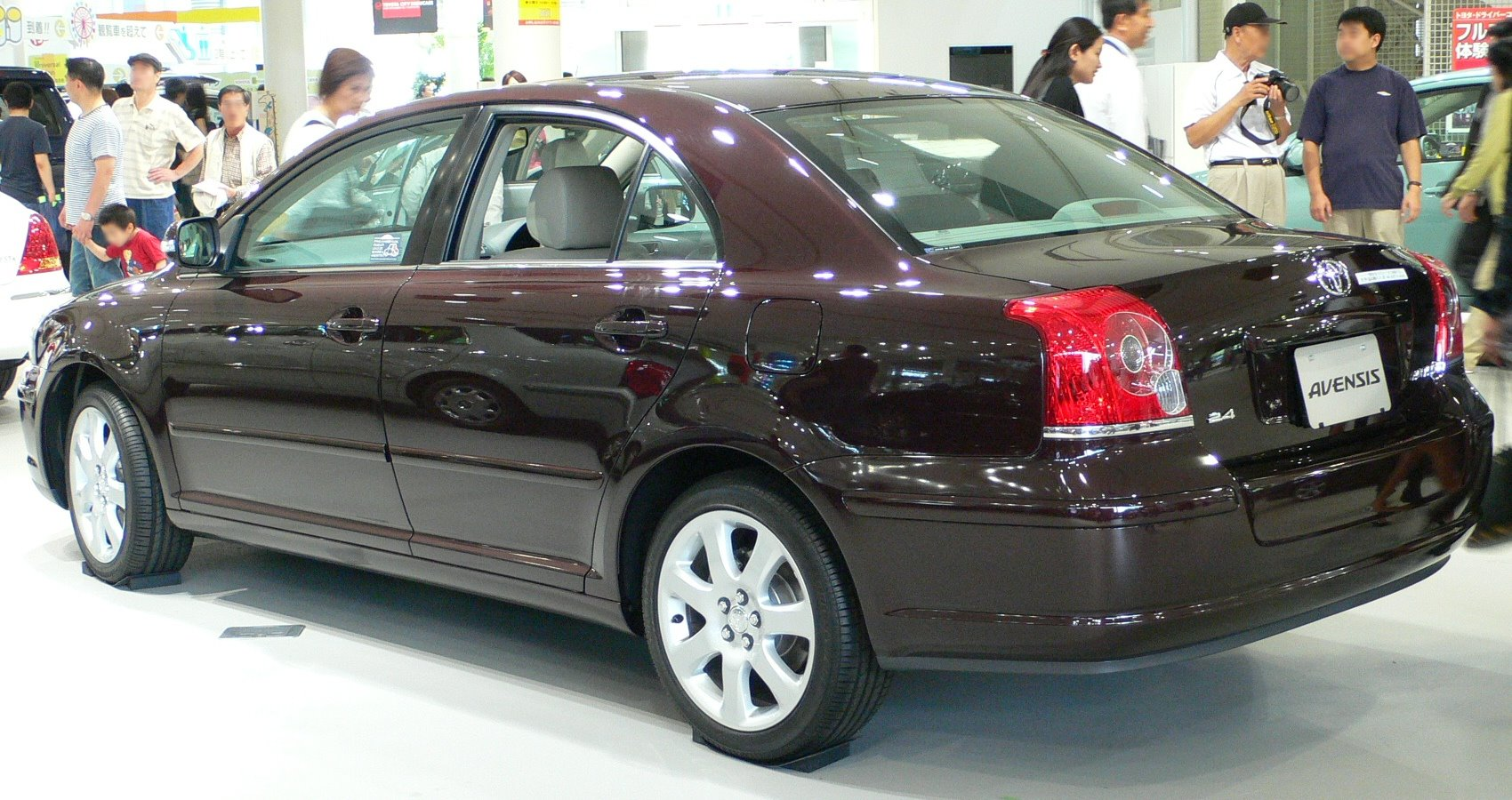
日本仕様セダン 2.4Qi <3N0>（後期型・リア）
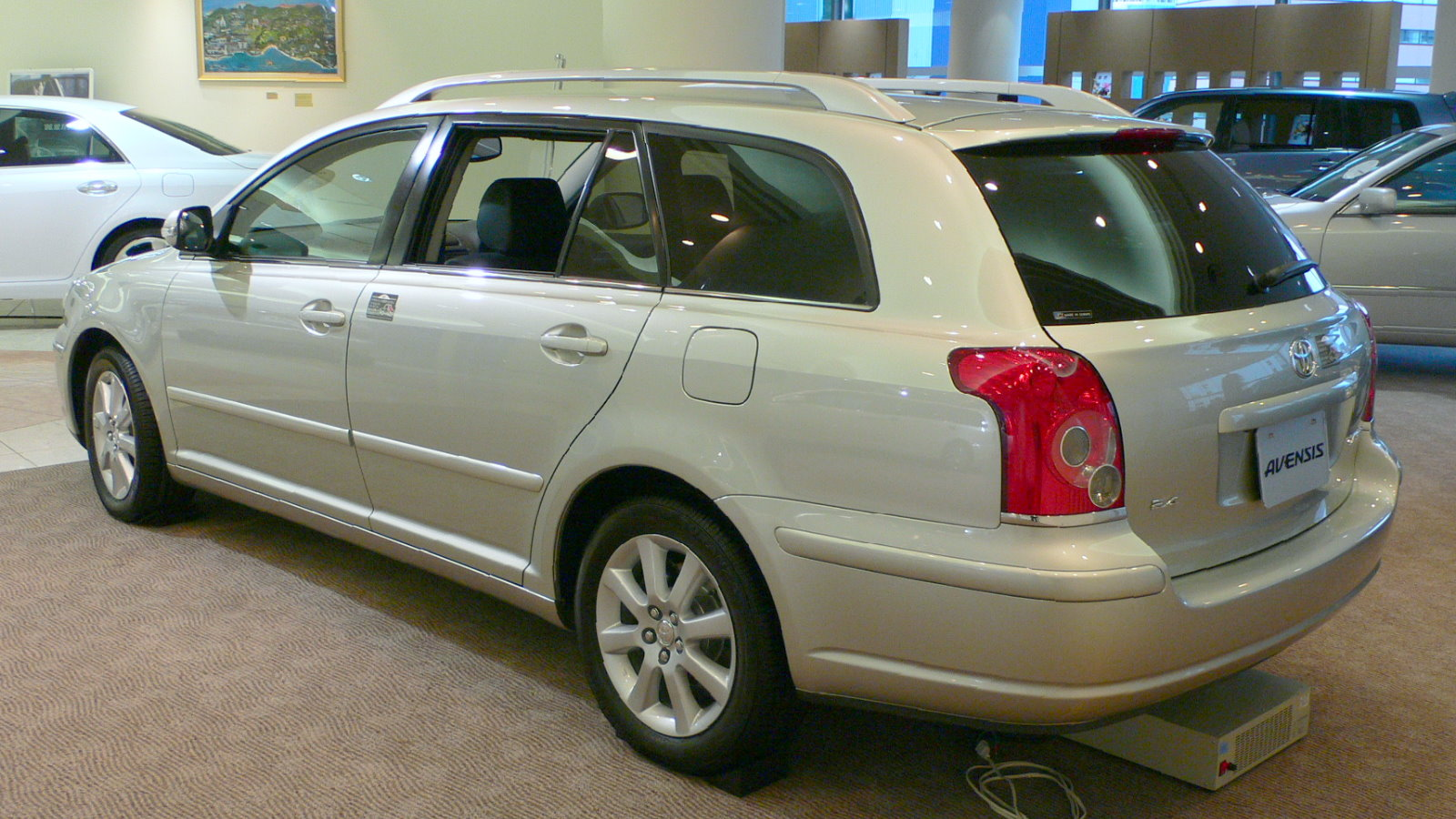
日本仕様ステーションワゴン 2.4Li <1C0>（後期型・リア）

## 3代目（T270型・2009年 - 2018年）

### 概要
3代目は2008年8月29日にパリモーターショーで新型セダン（サルーン）／ワゴン（ツアラー）が初披露され、2009年1月より欧州で販売が開始された。なお、2代目まで設定されていた5ドアハッチバックセダン（リフトバック）については廃止された。
初代および2代目同様、生産は英国・ダービーシャーにあるTMUKのバーナストン工場で行われている。
ボディデザインはED2（Toyota Europe Design Development ）が担当。空気抵抗係数（CD値）はセダンが0.28、ワゴンが0.29という数値となっている。
サスペンションは先代同様、フロントがマクファーソンストラット、リアがダブルウィッシュボーンという組み合わせとなる。
エンジンはガソリン車が1.6L、1.8L、2.0Lで全てバルブマチック仕様となり、ディーゼル車は2.0Lと2.2L（2種類）のコモンレール式直噴ディーゼルターボとなる。
主なオプション装備として、バイキセノンヘッドライトやAFS（アダプティブ・フロントライティング・システム）などの設定がある。また、安全装備としては運転席および助手席SRSエアバッグ、サイドエアバッグ、カーテンエアバッグおよび運転席ニーエアバッグの7エアバッグ、アクティブヘッドレスト、TRC+VSC（操舵トルクアシスト機能付き。日本でのS-VSCと同等）が全車標準となるほか、アダプティブ・クルーズコントロールシステム、プリクラッシュセーフティシステム、レーンキーピングアシストがセーフティパックとしてセットオプションの設定がある。
なお、衝突安全性についても2009年のユーロNCAPのテストで5つ星の評価を獲得している。
先代で行われていた日本市場への輸入販売は同市場における需要を鑑みて3代目では見送られていたが、国内ラインナップにこのクラスの2列ステーションワゴンが存在しないことに加え、2007年に廃止されたトヨタ店・トヨペット店扱いだったカルディナ（前身はカリーナサーフ）トヨペット店扱いだったマークIIブリット（前身はマークⅡワゴン）、トヨタ店扱いだったクラウンエステート（前身はクラウンワゴン）の代替ユーザーの取り込みも狙い、2011年6月24日にワゴンのみ輸入を再開すると発表（本来は5月24日だったが、東日本大震災の影響で順延された。なお、発売開始は9月19日）。先代同様、パナマ運河経由で約40日かけて日本に運ばれ、堤工場でPDI検査を受ける。
日本に導入されたものは3ZR-FAE型・2.0L バルブマチックエンジン（ただし「VALVE MATIC」エンブレムはない）+CVT（Super CVT-i）搭載のワゴン「Xi」の2WD車（車両型式はZRT272W型）のみで欧州仕様に設定されるセダンやディーゼルエンジンは用意されない。ボディカラーもスーパーホワイトII、ブラックマイカ、シルバーメタリックの3色のみとし、ステアリングコラム左右の操作レバーのレイアウト、CVT制御やサスペンションのチューニングは欧州仕様のものをそのまま使用。また、トヨタブランドとしては初の電子式パーキングブレーキを採用している（トヨタ全体で見るとレクサスLSに次いで2例目）。欧州仕様をそのまま生かしたことでスポーティでしなやかな走行性能を持つとともに、バルブマチックエンジンとCVTの採用により、JC08モードで13.6km/Lの低燃費を実現し「平成22年度燃費基準+10%」を達成した。なお、エコカー減税は対象外となっている。取扱いチャンネルは（以前取り扱っていた）ネッツ店に加え、上記の理由でトヨタ店・トヨペット店でも販売する。なお、カローラ店では取り扱われない。日本市場の登場は改良が押し迫った時期であったため、2011年7月から10月までの期間限定生産であった。
2012年2月29日に日本仕様向けワゴンのマイナーチェンジを発表（同年4月16日発売）。ヘッドランプにLEDのクリアランスランプ（車幅灯）を追加し、開口部を強調したロアグリルを採用するなど、フロントデザインを変更し、インテリアにおいても、シート表皮デザインの変更やドアグリップ・サイドレジスター（両サイドの空調吹き出し口）・センタークラスター・ドアスイッチベースに加飾の追加や変更を行い質感を向上した。併せて、既存の「Xi」に加え、フロントフォグランプ、17インチタイヤ&ホイール、アルカンターラ+本革の専用シート表皮、木目調加飾（センタークラスター・ドアスイッチベース）、運転席電動ランバーサポート、クルーズコントロールなどを装備した上級グレード「Li」を追加設定した。マイナーチェンジに伴い、期間を設定しない通常販売となった。
2015年10月5日に日本仕様向けワゴンの2度目のマイナーチェンジを実施。内外装が刷新され、外装ではヘッドランプをBi-Beam LEDヘッドランプに変更し、ロアグリルを大きく力強いデザインとすることでダイナミックなフロントマスクとなった。内装ではインストルメントパネル上部からフロントドア上部へと流れるようなデザインにすることでフロント全面を一体化してワイド感を表現したほか、センタークラスターを意匠変更。メーターは2つの円筒形状のシリンダーデザインにより立体感を持たせた。シートの形状も変更したほか、内装色は「Li」には新色のテラコッタを、「Xi」にはグレーをそれぞれ採用したほか、「Xi」はシート表皮をアルカンターラ+ファブリックに変更した。燃費性能ではCVTを改良したことで燃費を14.6km/Lに向上して平成27年度燃費基準を達成した。安全性能も強化し、レーザーレーダーと単眼カメラを組み合わせ、プリクラッシュセーフティブレーキ、レーンディパーチャーアラート、オートマチックハイビームの3つで構成された衝突回避支援パッケージ「Toyota Safety Sense C」を全車に標準装備した。
2016年5月18日に日本仕様向けワゴンの一部改良を発表（7月25日販売開始）。「Xi」において、切削加工を施した16インチアルミホイールを新たに標準装備した。
2018年4月27日を以って日本国内での販売を終了。同日に公式サイトが閉鎖された。
2018年8月、イギリスでも受注を停止した。後継車種としてトヨタ・カムリ（XV70型）が同市場に投入（他、ドイツやスロバキア共和国など一部の欧州エリアではカローラサルーン/カローラリムジーネ(ZWE211WL型)の場合も）され、イギリスでは14年ぶりにカムリの車名が復活することとなった。これによりアベンシスは21年の歴史に終止符を打った。ステーションワゴンは同じく2019年春以降を目途に投入されたカローラツーリングスポーツ（E21#WL/MXEA10WL型、既存のオーリスツーリングスポーツの後継車種）が事実上の受け皿となるが、12代目カローラサルーン/カローラリムジーネ、および同12代目カローラツーリングスポーツはCセグメントの車であるため車格が異なっていることが欧州でも起こっている。

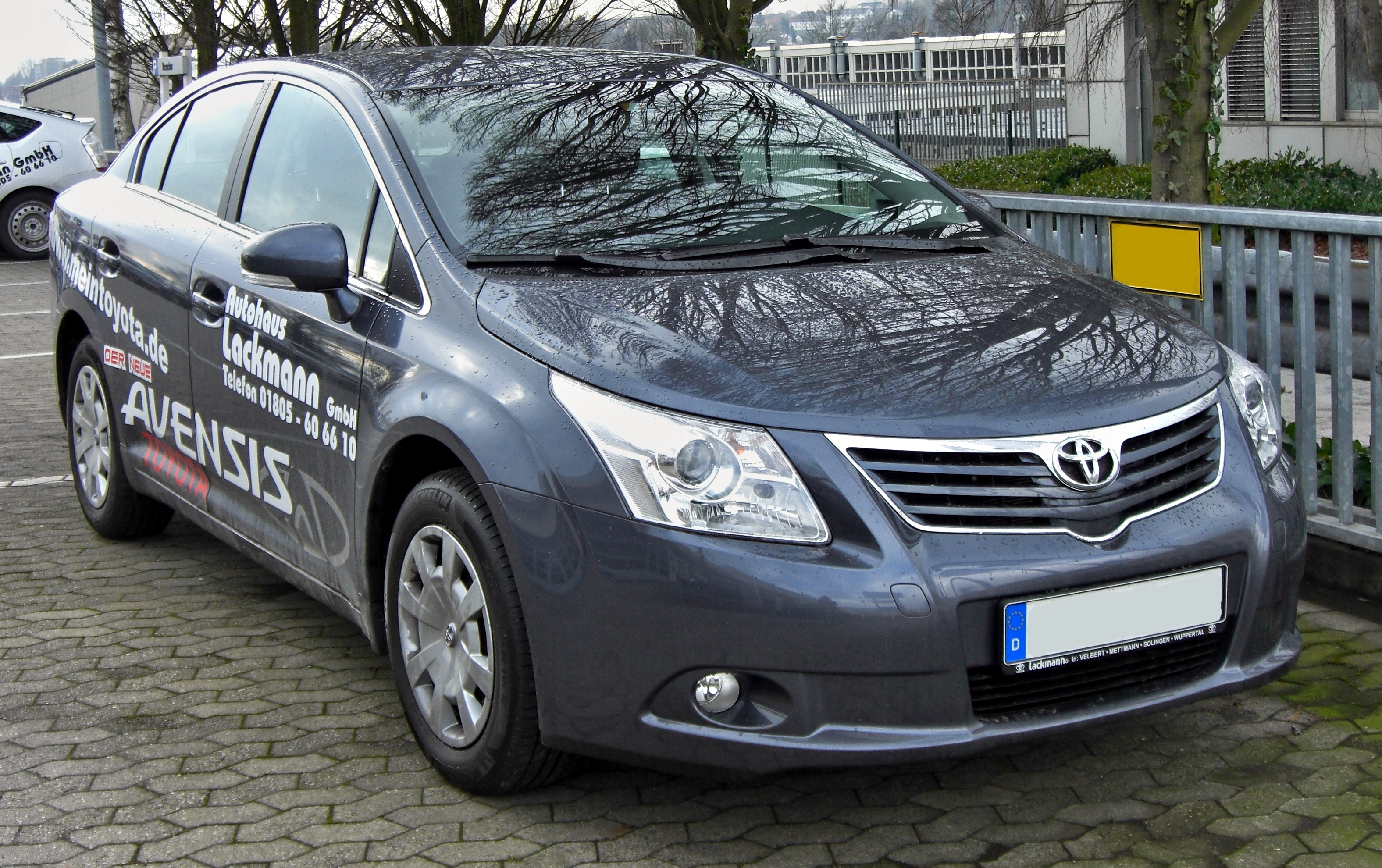
欧州仕様セダン・2009年販売型（フロント）
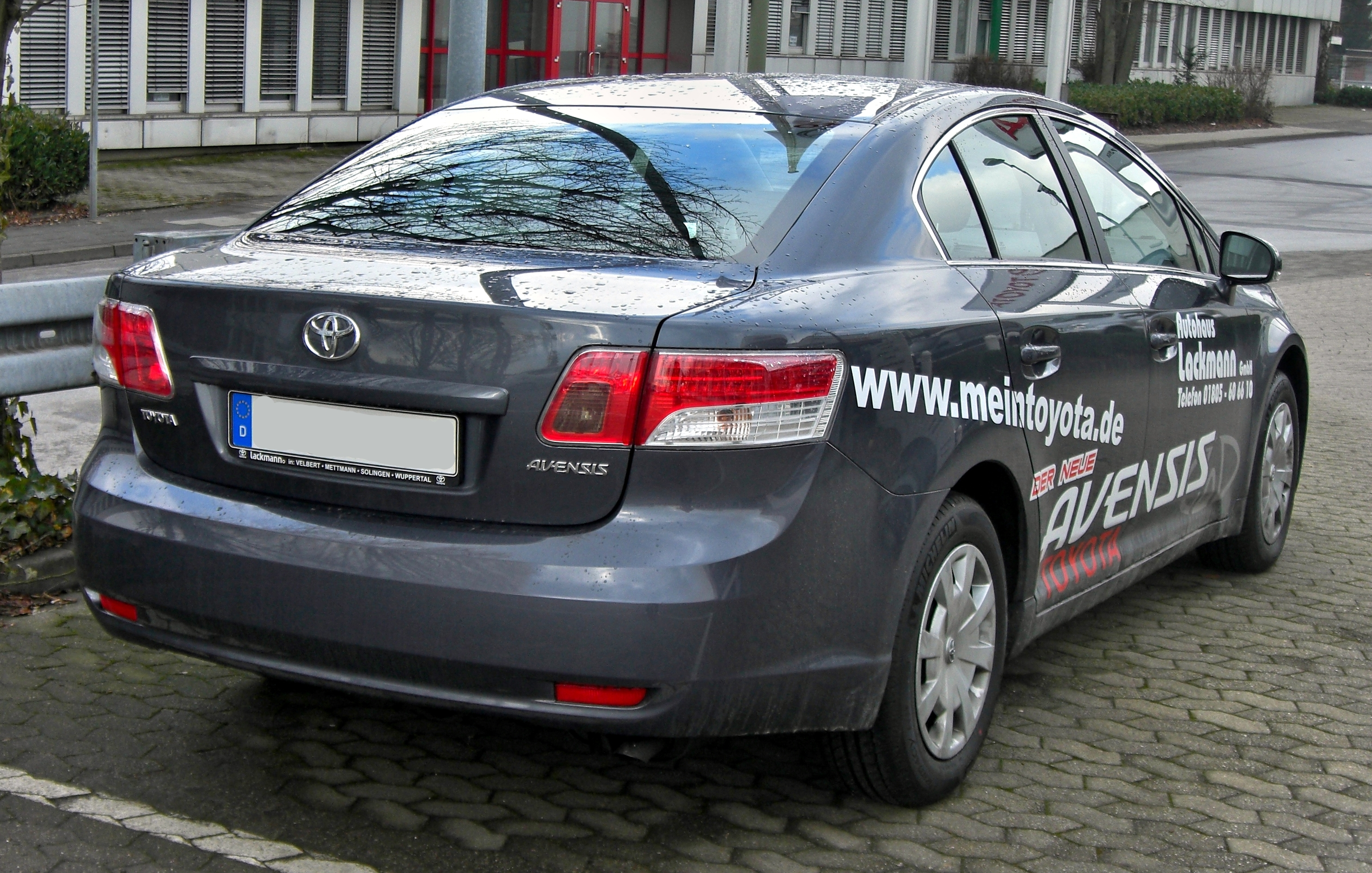
欧州仕様セダン・2009年販売型（リア）
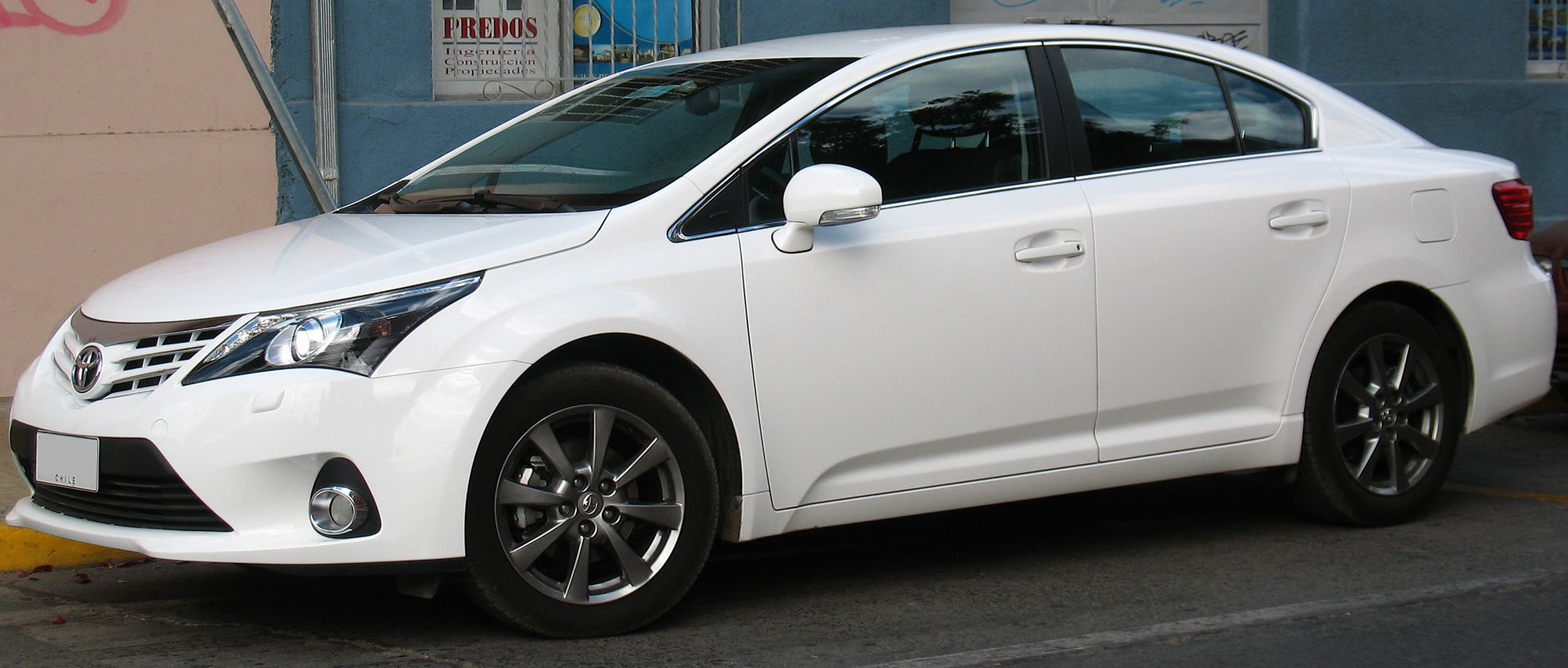
欧州仕様セダン・2012年改良型（フロント）
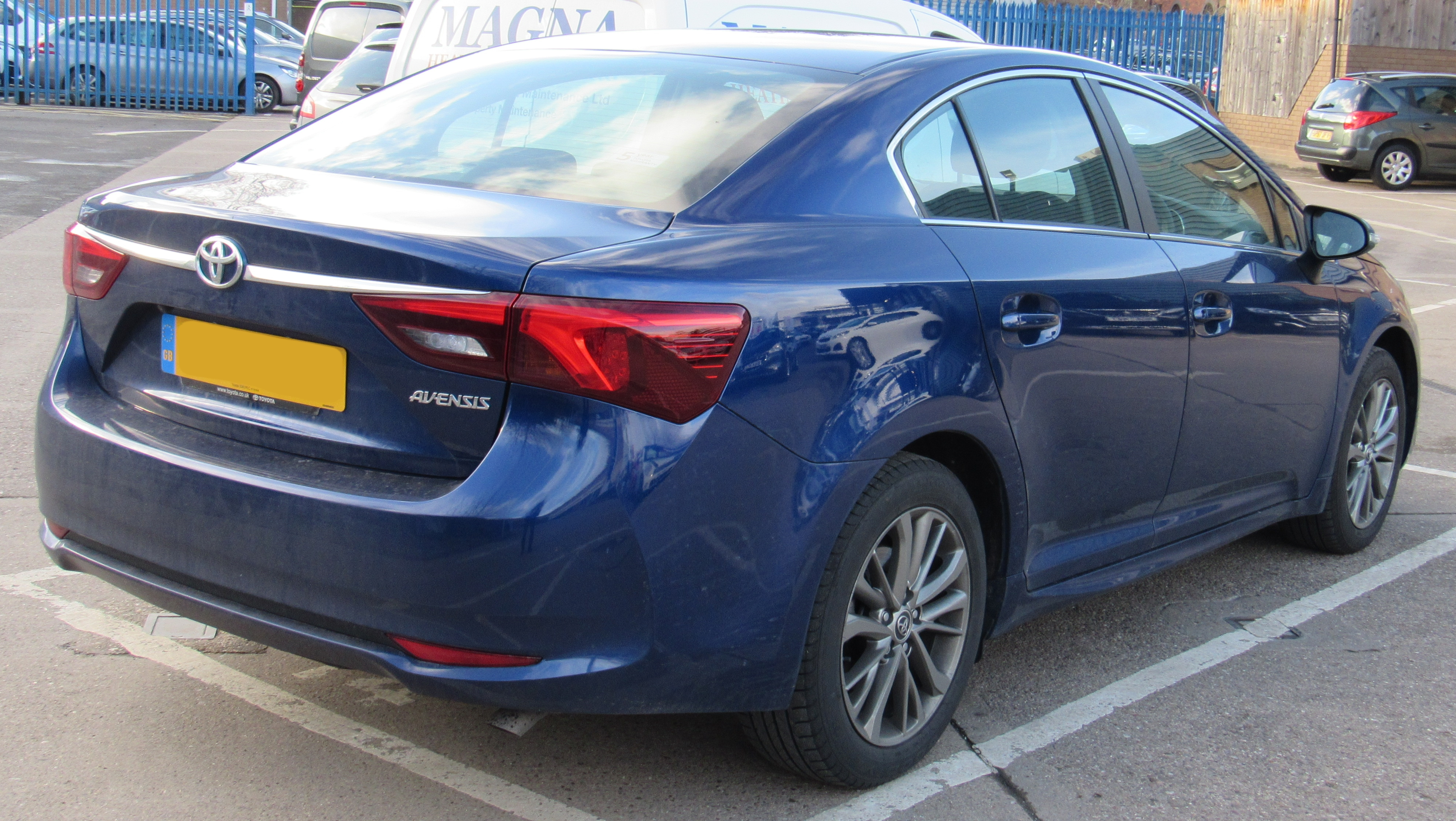
欧州仕様セダン・2015年改良型（リア）
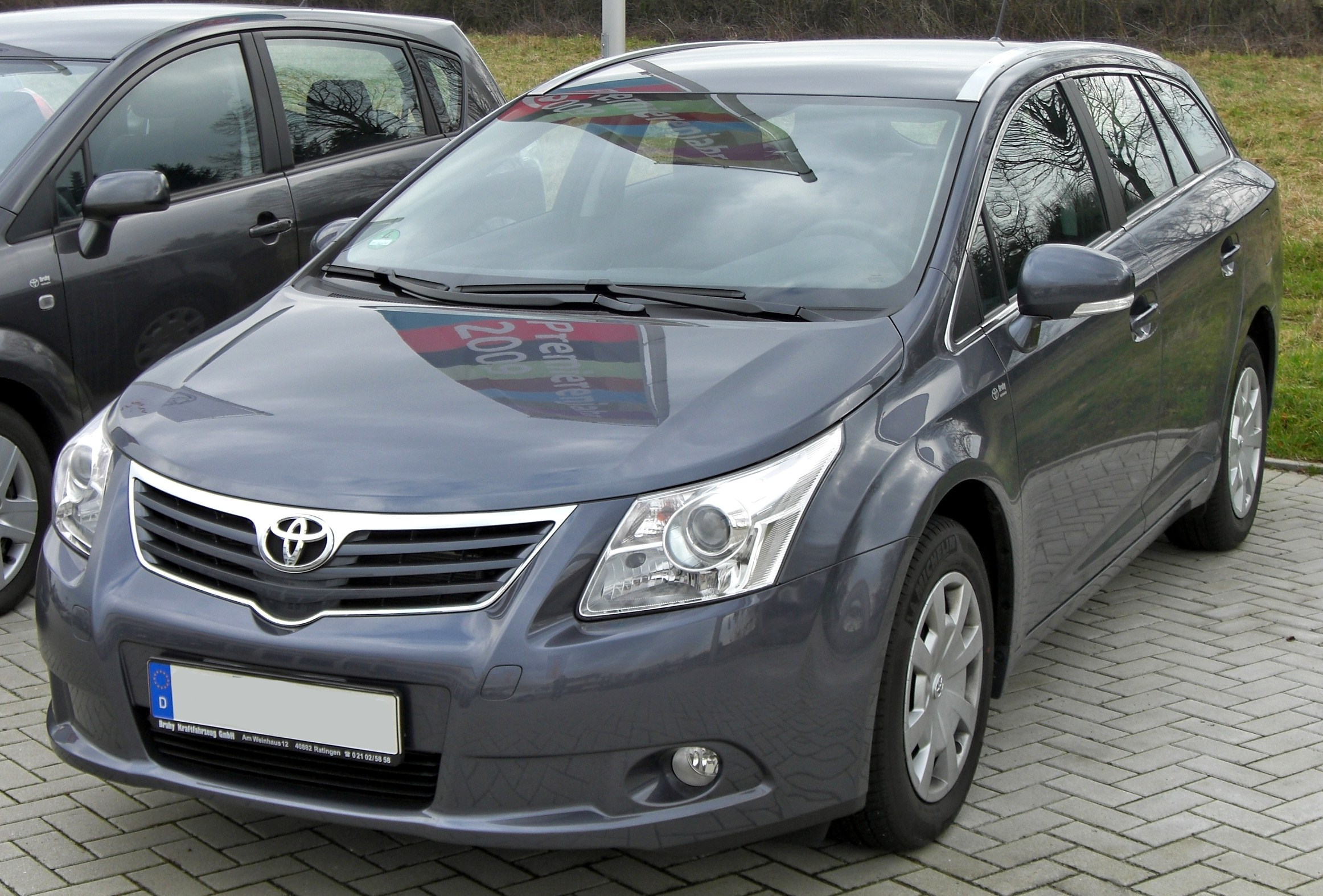
欧州仕様ワゴン・2009年販売型（フロント）
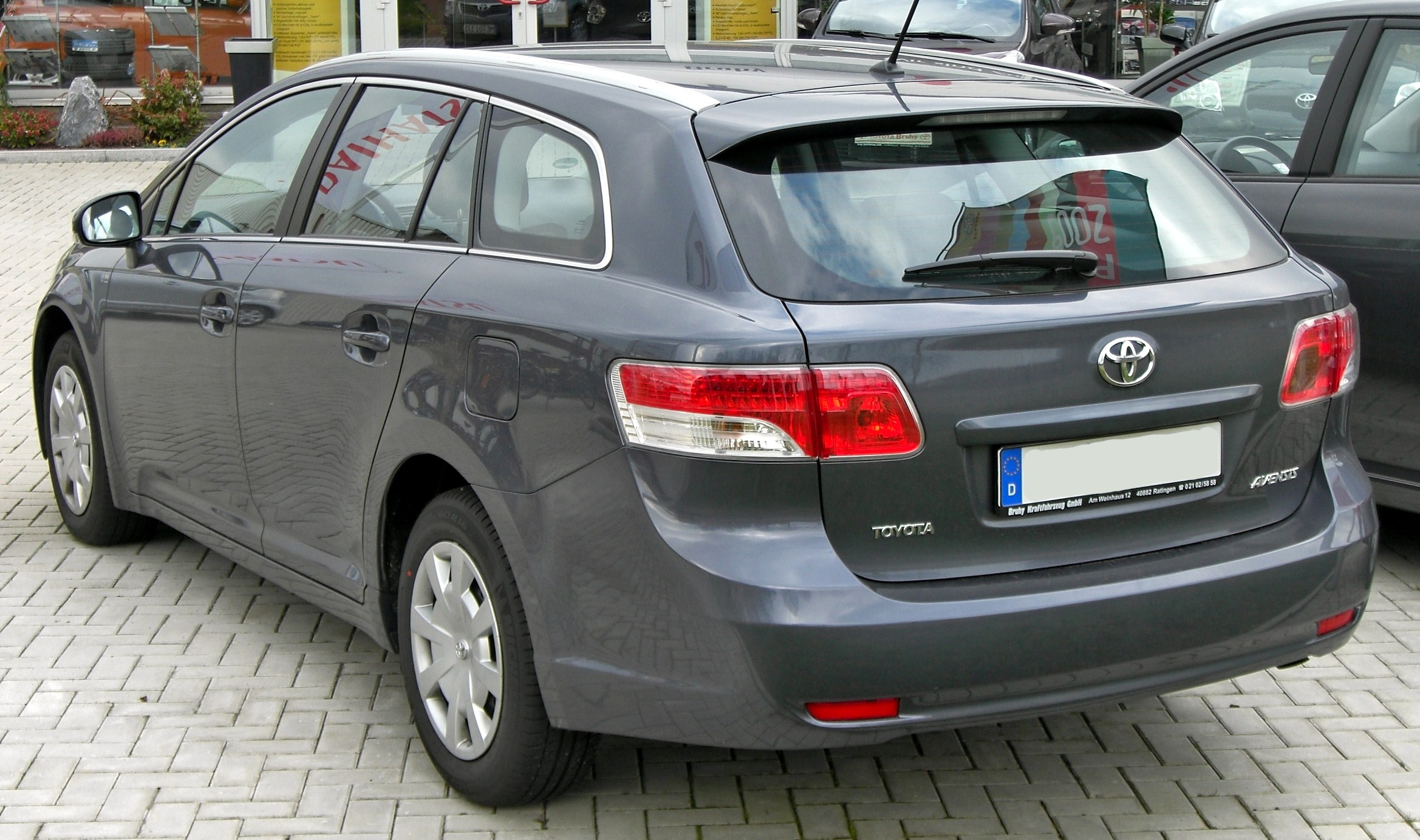
欧州仕様ワゴン・2009年販売型（リア）
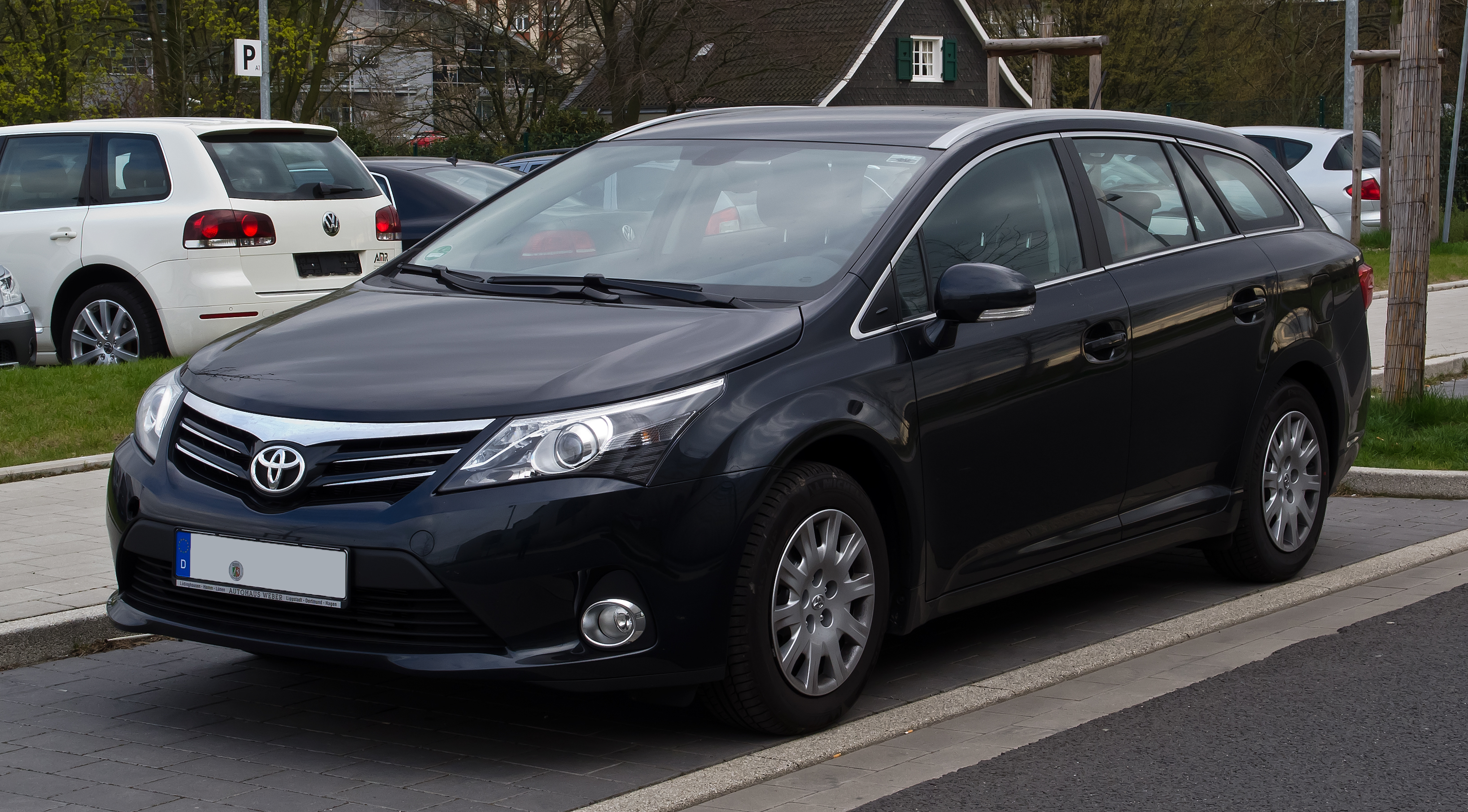
欧州仕様ワゴン・2012年改良型（フロント）
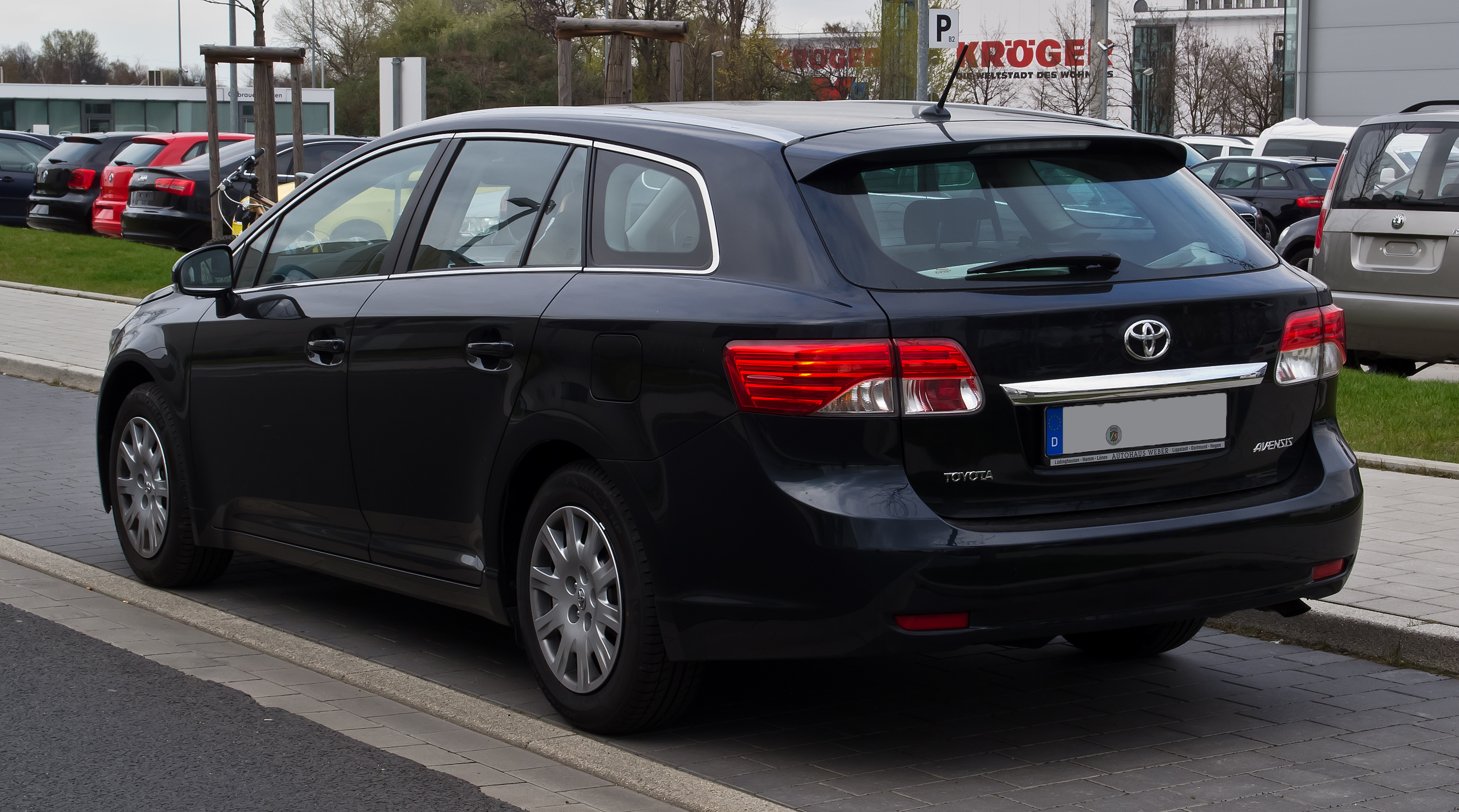
欧州仕様ワゴン・2012年改良型（リア）
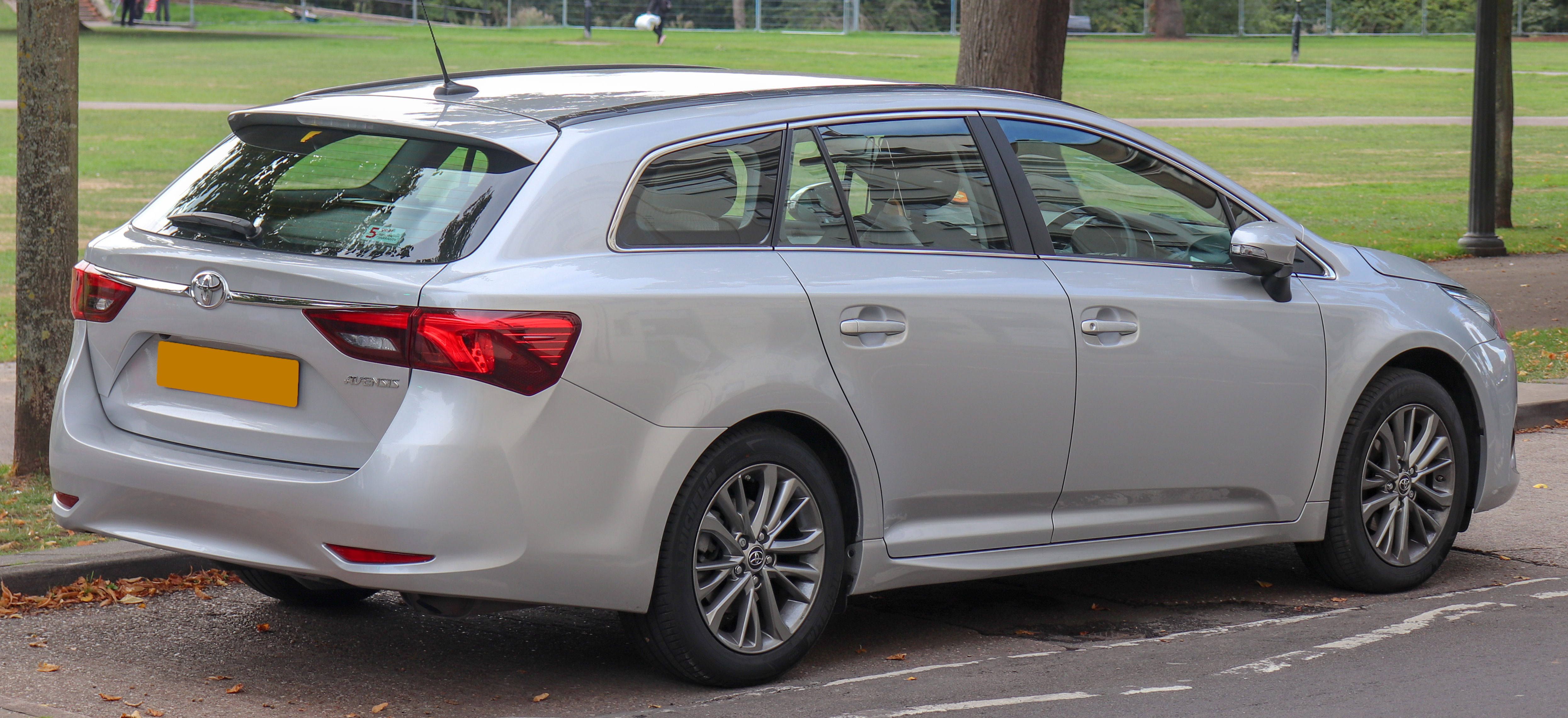
欧州仕様ワゴン・2015年改良型（リア）

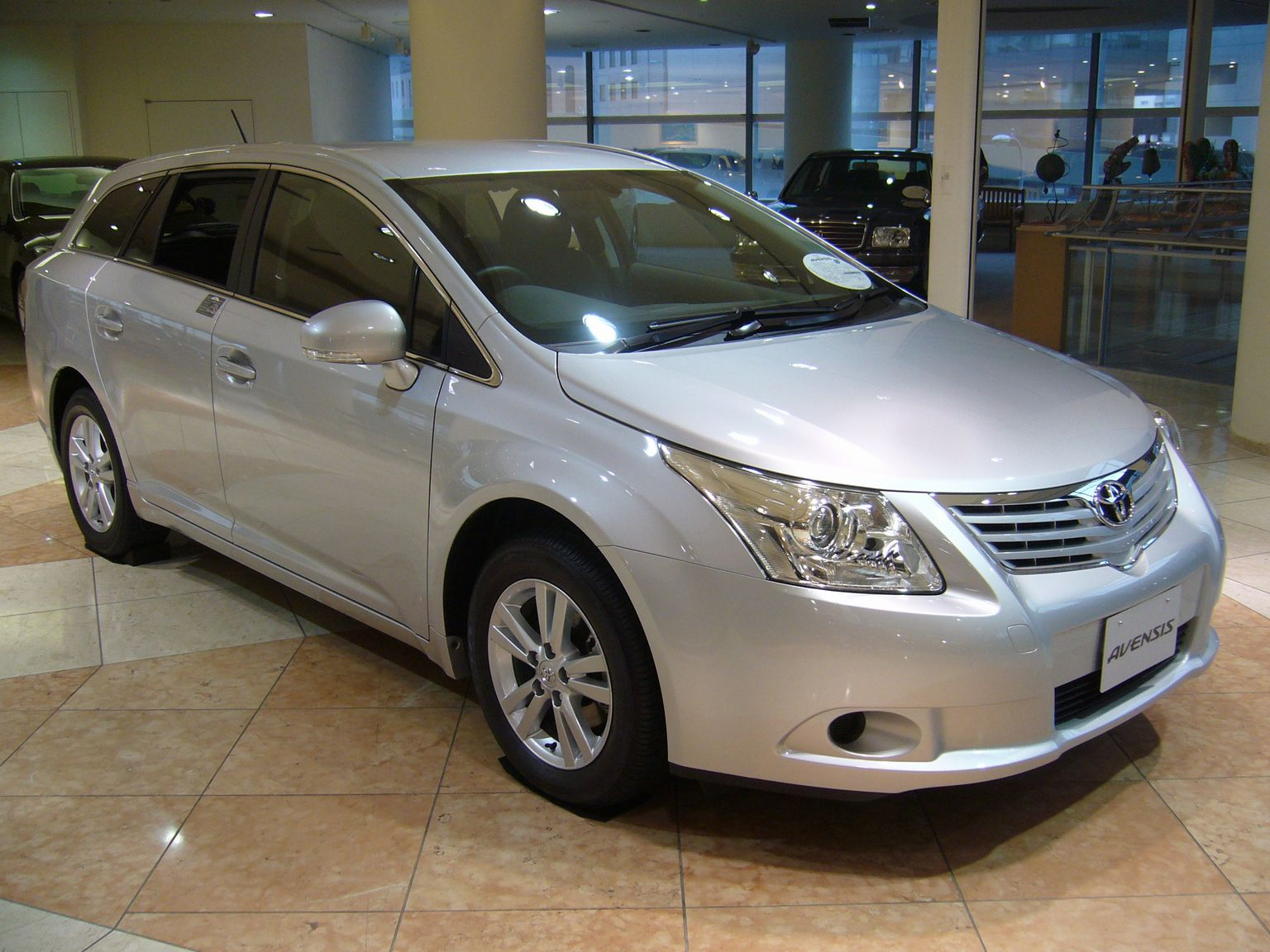
日本仕様ワゴン・2011年販売型（フロント）
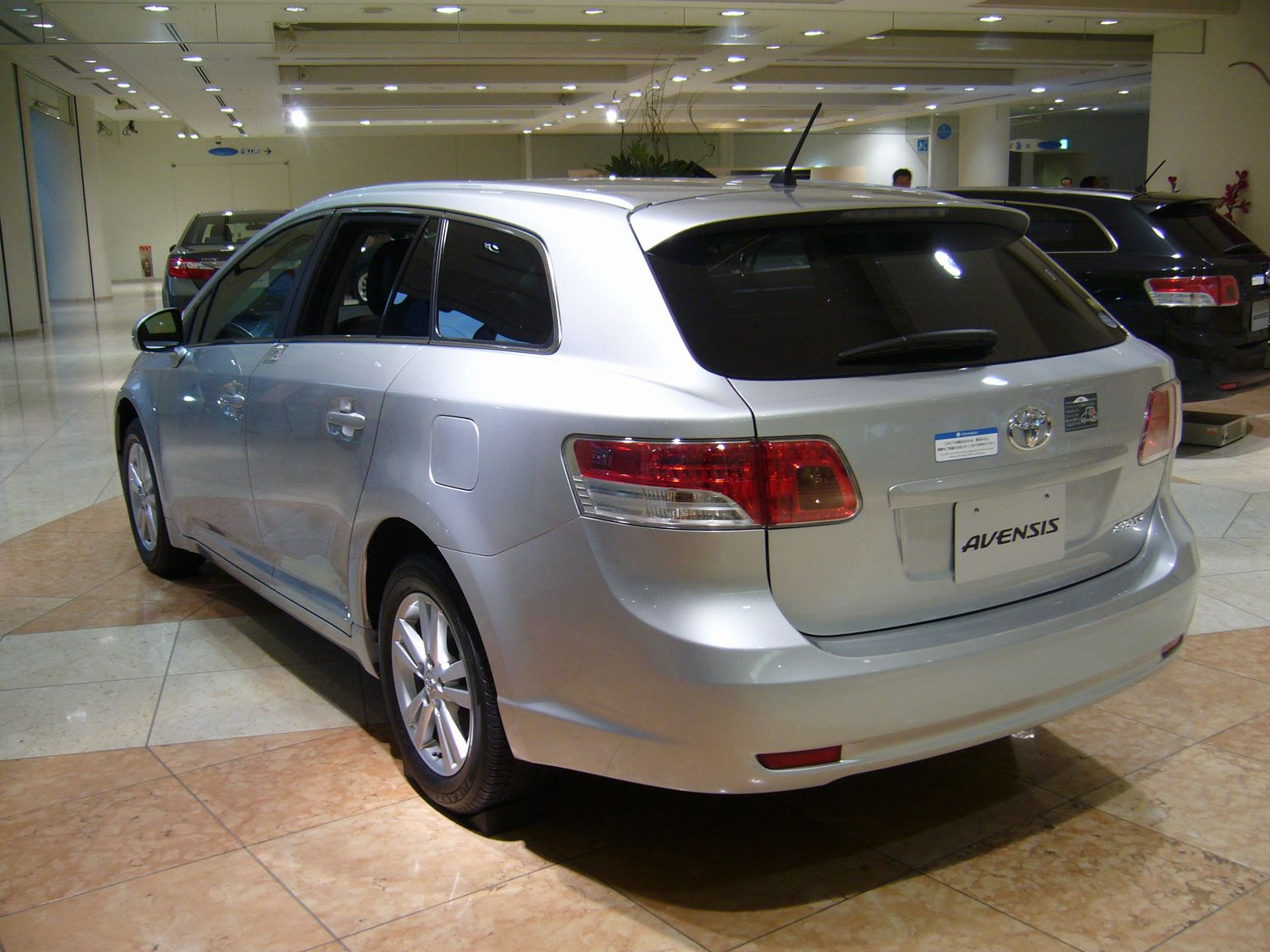
日本仕様ワゴン・2011年販売型(リア)
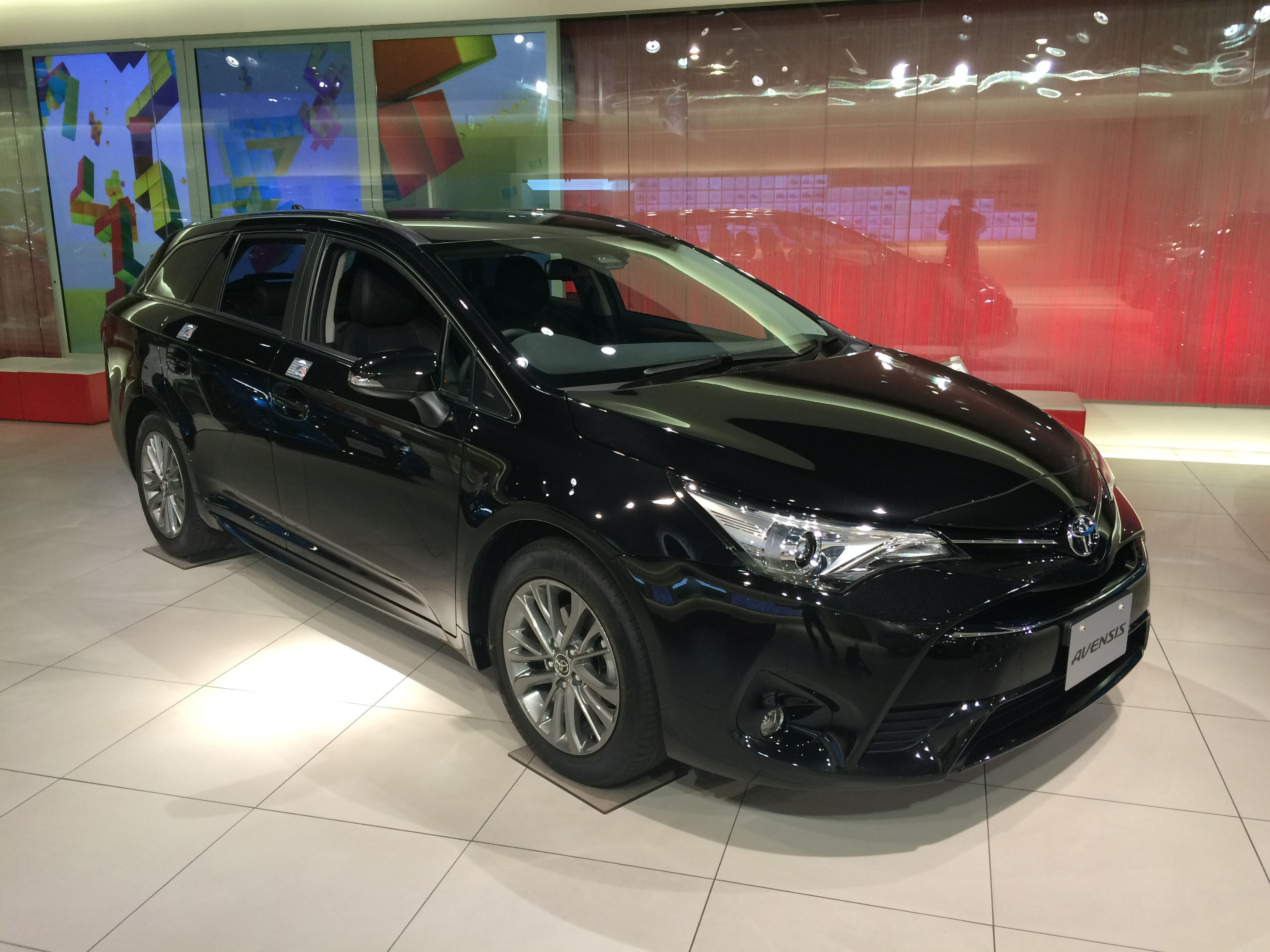
日本仕様ワゴン Li・2016年5月改良型（フロント）
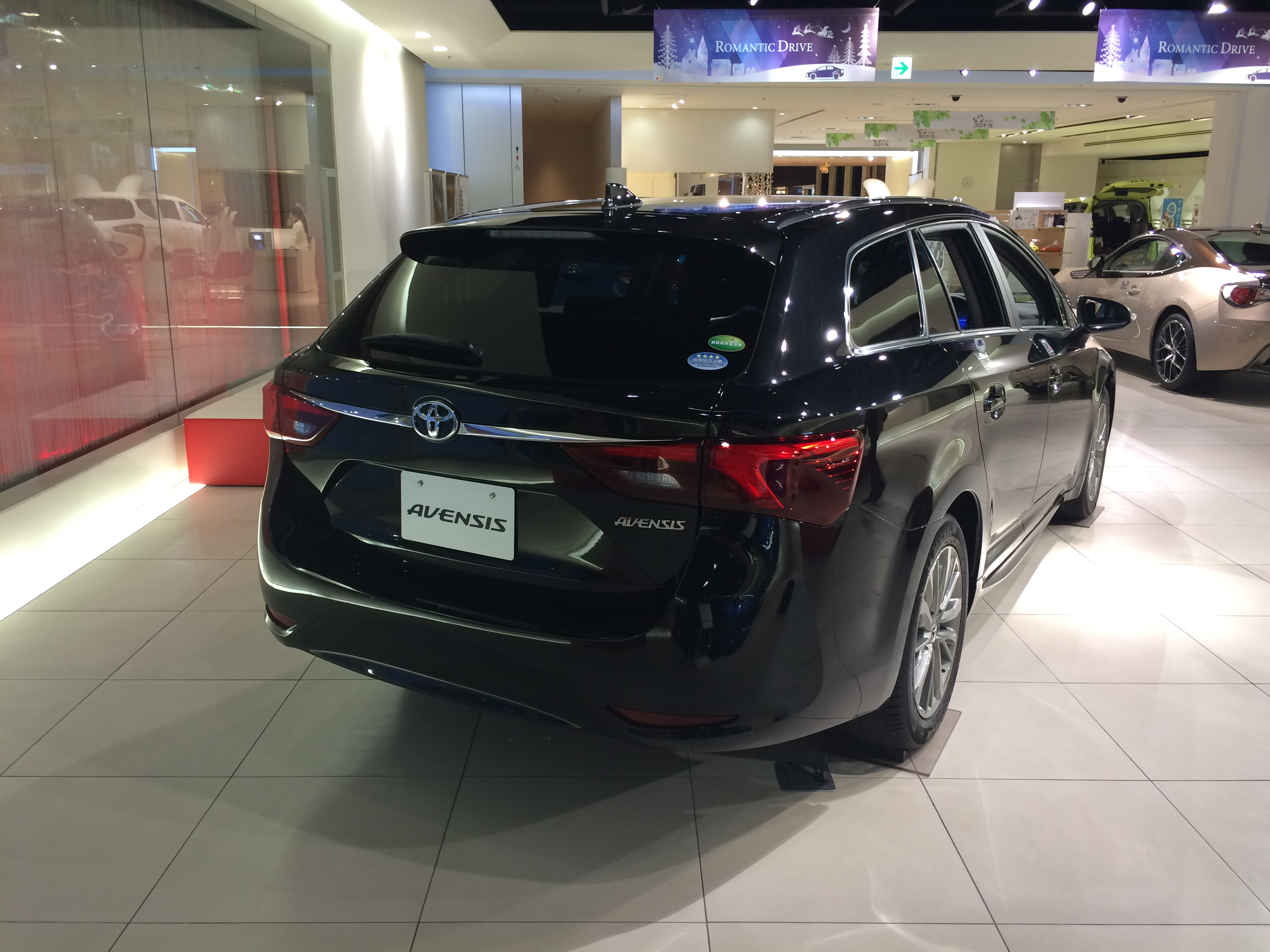
日本仕様ワゴン Li・2016年5月改良型（リア）

## モータースポーツ

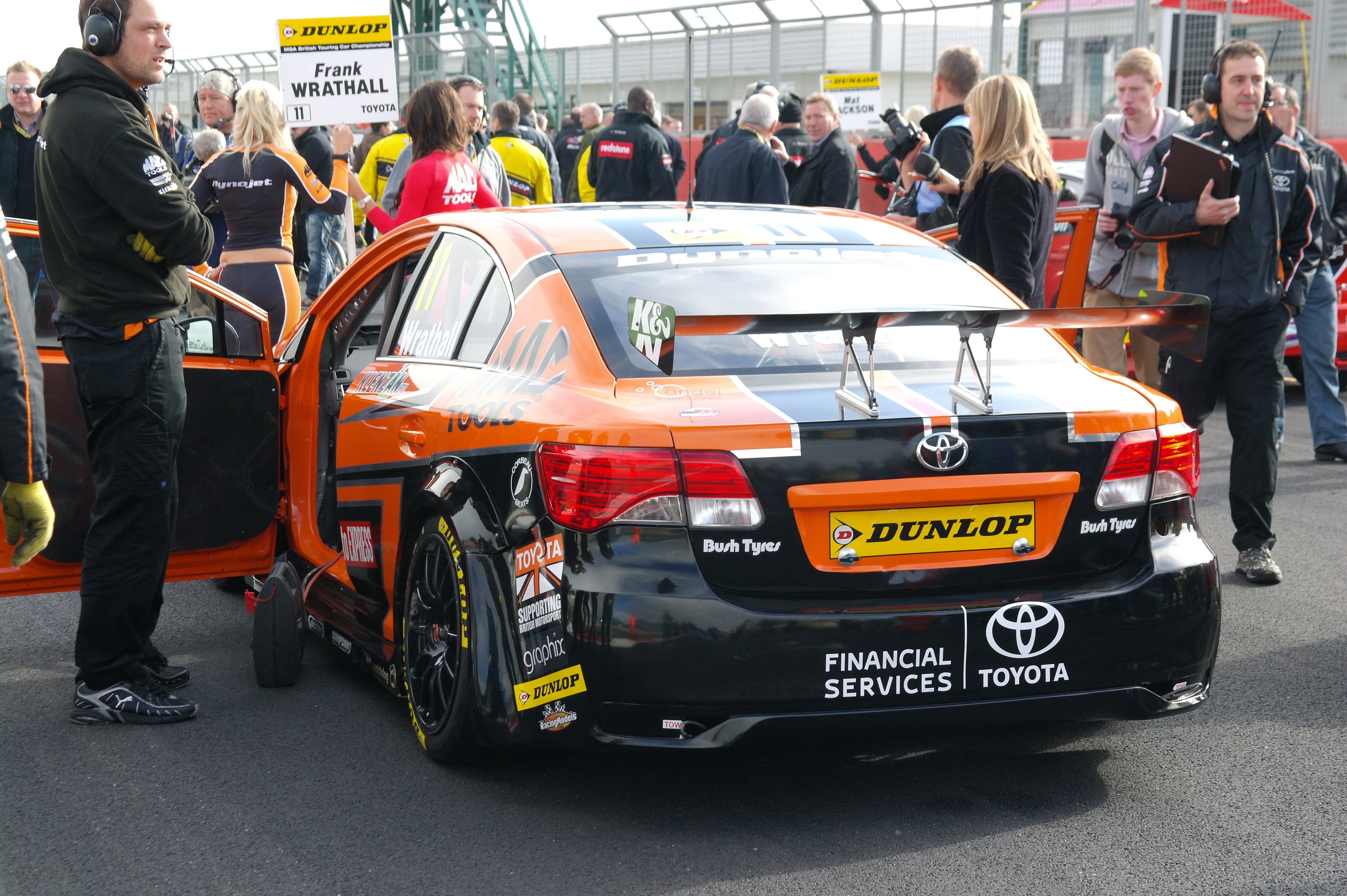
2012年シルバーストンにて

2010年のBTCC（イギリスツーリングカー選手権）に、セダンボディのアベンシスをベースにGRPモータースポーツが開発した、新NGTC規定のプロトタイプがお披露目された。
2011年からインディペンデント（独立系）チームの有力マシンとして長く活躍し、総合でも多くの勝利を挙げている他、2017・2018年にスピードワークス・モータースポーツのトム・イングラムがインディペンデントクラスのチャンピオンとなっている。
この活躍がきっかけで、トヨタGB（英国法人）は同チームとのタイアップによりカローラスポーツでのワークス参戦に踏み切ることとなった。

## 車名の由来
- フランス語の「AVANCER（前に進む）」からの造語（なお、ホンダ・アヴァンシアの車名の由来も同じAVANCERから来ている）[注釈 6]。